# Tour d'Italie
Ne doit pas être confondu avec Tour d'Italie automobile.
Le Tour d'Italie (en italien : Giro d'Italia), appelé aussi Giro, est une compétition cycliste par étapes qui a lieu principalement en Italie chaque année, et qui est considérée comme la deuxième en importance après le Tour de France. Elle est créée par le journal La Gazzetta dello Sport d'Eugenio Camillo Costamagna sur une idée du journaliste Tullo Morgagni en 1909. Elle parcourt l'Italie et passe parfois par des pays étrangers tels que la Suisse ou les Pays-Bas.
La ville de départ de la course change chaque année et l'arrivée a lieu en général dans les villes de Florence, Vérone, Rome ou encore Milan, ville du siège de La Gazzetta dello Sport. Le leader de son classement général porte un maillot rose évoquant la couleur du papier utilisé par ce quotidien. Depuis 1909, le Giro a seulement été annulé lors de la Première et de la Seconde Guerre mondiale. Dynamique économiquement, le Giro fonctionne notamment sur des garanties de rémunération proposées aux plus grandes équipes afin d'assurer leur présence, ce à quoi son rival historique, le Tour de France, se refuse officiellement,.
Les Italiens Alfredo Binda et Fausto Coppi et le Belge Eddy Merckx détiennent à égalité le record de l'épreuve, avec cinq victoires chacun.

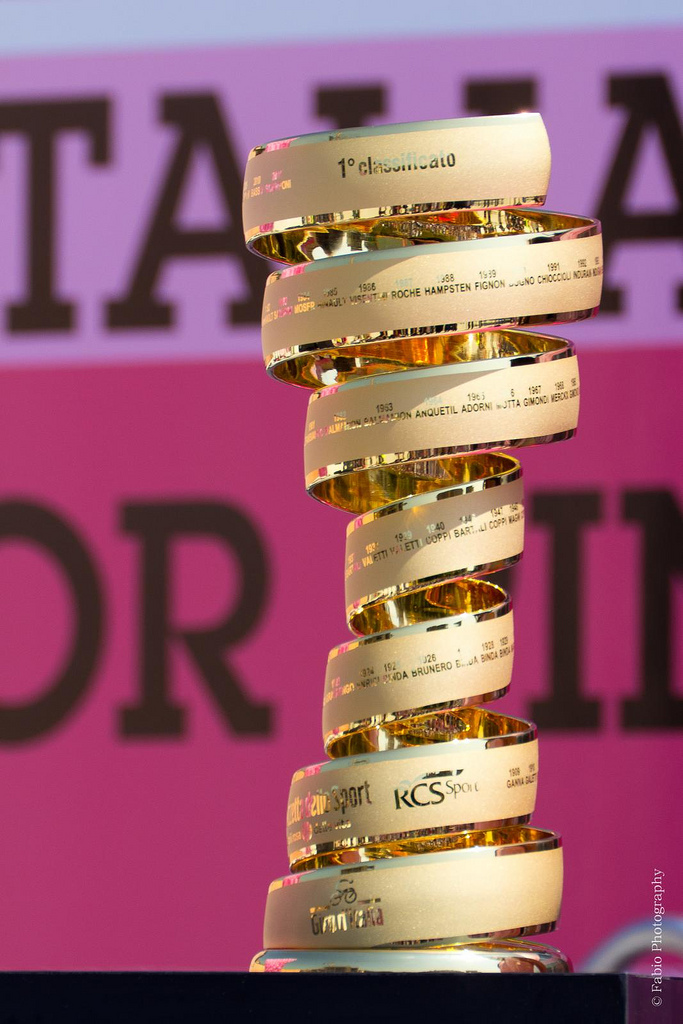
Le Trophée du Giro d'Italia (« trofeo senza fine »).

## Histoire

### 1908-1909: création et première édition
À l'instar du Tour de France, le Tour d'Italie naît de la concurrence entre deux journaux italiens. En effet, au début du XXe siècle, La Gazzetta dello Sport veut se démarquer de son concurrent, le Corriere della Sera (organisateur du Tour d’Italie automobile, qui projette aussi de créer un tour cycliste) en organisant son propre événement sportif inspiré du Tour de France. C’est ainsi que le 7 août 1908, La Gazzetta sous l’impulsion de son fondateur Eugenio Camillo Costamagna, de son administrateur Armando Cougnet et de son rédacteur en chef Tullo Morgagni, instigateur de l'idée, annonce en une la création du premier Giro d’Italie qui se tiendra en 1909. Malgré tout, le Corriere della Sera, dans un esprit des plus fair-play, se proposa d’offrir au vainqueur une prime de 3 000 lires.

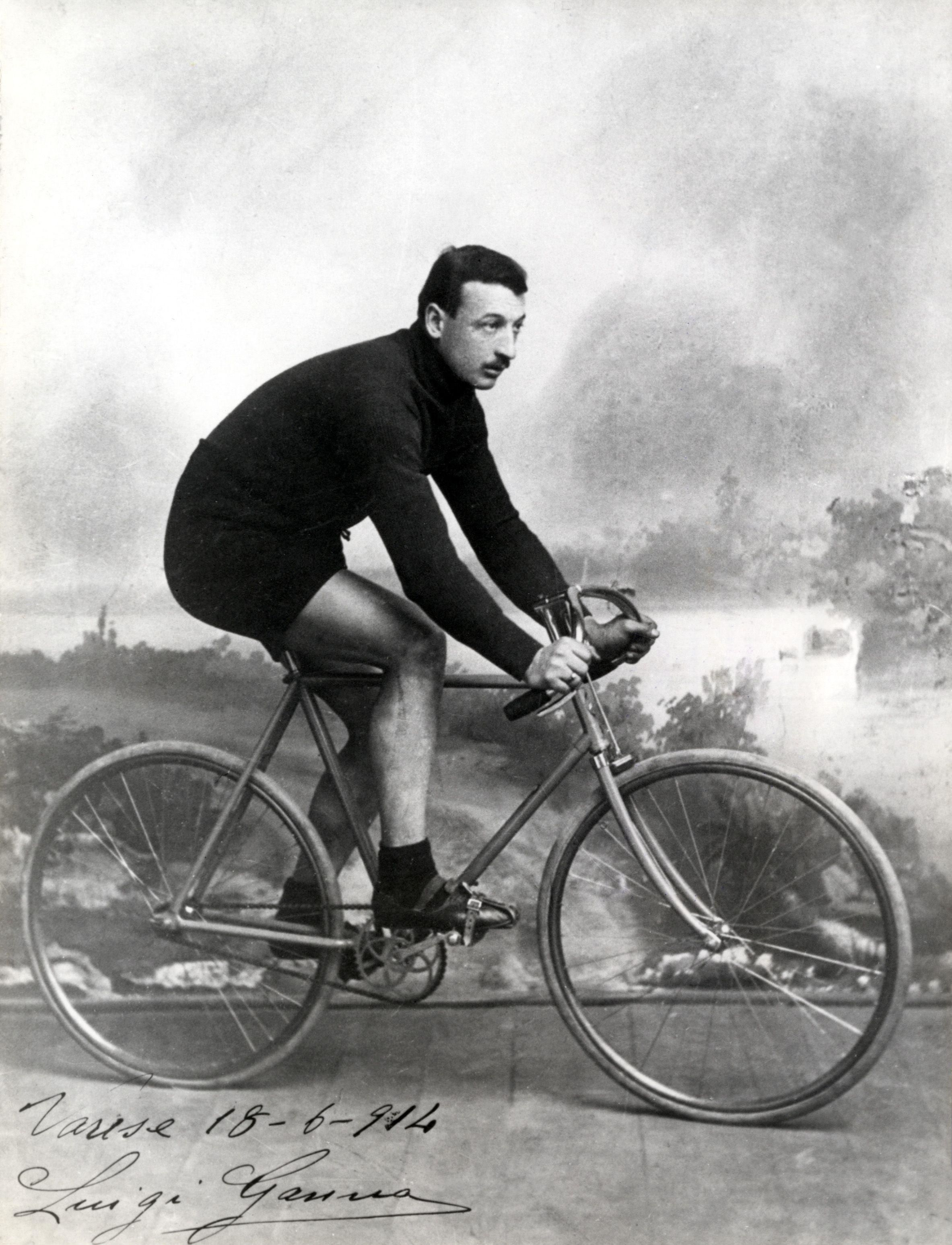
Luigi Ganna, le premier vainqueur du Giro.

Le 13 mai 1909 à 2 h 53 du matin, les 127 coureurs du premier Tour d’Italie de l’histoire s’élancent du rondeau de Loreto à Milan pour huit étapes visant à rallier Milan après avoir traversé une grande partie de l’Italie, pour un total de 2 448 km. À l’arrivée, c’est l’Italien Luigi Ganna qui remporte la course, que seuls 49 coureurs parviennent à terminer : avec une moyenne de 27,26 km/h, il devance notamment le Français Lucien Petit-Breton, vainqueur du Tour de France en 1907 et 1908, contraint à l’abandon. Il touche pour sa victoire une récompense de 5 325 lires, et le dernier du classement se voit attribuer 300 lires, une véritable fortune pour l’époque. Cette première édition est également marquée par une popularité très importante, notamment caractérisée par la présence d’une foule extrêmement dense lors de l’arrivée à Milan.

### 1910-1953: la domination italienne

#### 1910-1924
Durant cette période (et jusqu’en 1950 avec la victoire du Suisse Hugo Koblet), le palmarès du Giro reste exclusivement italien. En ce qui concerne les victoires d’étape, il faut attendre la deuxième étape du Tour d'Italie 1910 pour voir un non-Italien s’imposer en la personne du Français Jean-Baptiste Dortignacq. En 1912, le classement général se fait par équipes et voit une nouvelle fois les Italiens s’imposer grâce à l’équipe Atala (déjà meilleure équipe en 1910). Sur les 107 étapes que comptent ces onze tours, 102 sont remportées par des coureurs italiens, et il faut attendre 1919 pour voir le premier non-Italien monter sur le podium du Giro en la personne du Belge Marcel Buysse, alors troisième. Deux grandes premières ont également lieu durant cette période : en 1911, Carlo Galetti devient le premier coureur à remporter deux Giro consécutifs, et la même année, Milan n’est ni la ville de départ ni la ville d’arrivée, cédant sa place à Rome pour fêter le 50e anniversaire de l’unification italienne.

#### 1925-1935: l'ère Binda
Surnommé le « grimpeur assis », Alfredo Binda s'adjuge son premier Giro en 1925, en remportant également la sixième étape alors qu’il n’a que 23 ans. L’année suivante, il remporte six étapes sur douze possibles mais doit s’incliner face à Giovanni Brunero (troisième l’année précédente) qui devient alors le premier coureur à remporter trois Tours d’Italie.
Binda prend sa revanche en 1927 où il domine le Giro en remportant douze des quinze étapes qui le composent (record encore inégalé), laissant Brunero deuxième à plus de 27 minutes. Tout comme l’avait fait Costante Girardengo en 1919, Binda reste en tête du classement général de la première à la dernière étape. Il est également le premier champion du monde de cyclisme sur route la même année.
En 1928, il reste intouchable et remporte son troisième Tour, égalant ainsi Giovanni Brunero. Il remporte six étapes sur douze tandis que la huitième étape est remportée par son frère et coéquipier Albino Binda. L’édition de 1928 du Tour d’Italie reste également celle ayant rassemblée le plus grand nombre de participants (298 au départ). L’année suivante, il devient le premier coureur à gagner son quatrième Giro en remportant huit étapes consécutives. Cependant, la concurrence s’organise et les écarts au classement général diminuent (quatre coureurs terminent à moins de dix minutes de Binda).

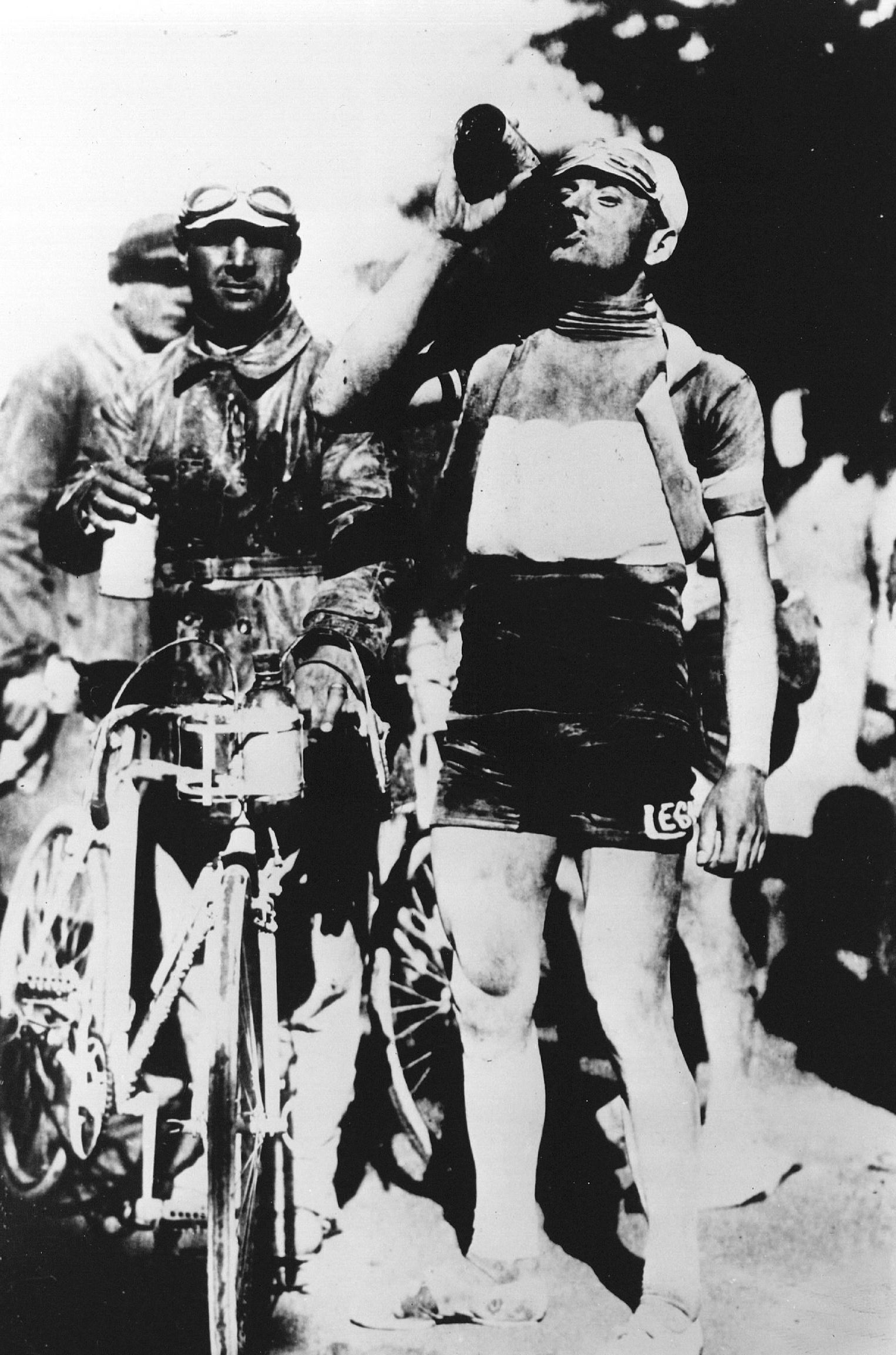
Alfredo Binda, quintuple vainqueur du Giro.

En 1930, les organisateurs se lassent de sa domination absolue et lui offrent 22 500 lires (plus que la prime destinée au vainqueur) pour ne pas courir et ainsi préserver l'intérêt de la course. Binda accepte, laissant ainsi la victoire qui lui était promise à Luigi Marchisio qui, du haut de ses 21 ans, devient le plus jeune vainqueur du Giro (record qui sera battu en 1940 par Fausto Coppi). Binda se console en remportant cette année-là son deuxième titre de champion du monde et deux étapes du Tour de France pour son unique participation.
Il revient en 1931 pour la 20e édition du Giro. Cette dernière est notamment marquée par l’apparition du maillot rose (Maglia rosa) de leader du classement général. Sa couleur est calquée sur celle des pages de La Gazzetta dello Sport. L’Italien Learco Guerra, vainqueur de la première étape du Tour (il en remportera quatre au total en 1931), sera le premier à le porter. Pour son retour sur les routes italiennes, Binda prend le maillot rose en remportant la 3e et la 4e étape, mais est victime d’une chute dans les alentours de l'hippodrome de Villa Glori dans la 7e étape reliant Rome à Pérouse, qui le contraint à l’abandon le jour suivant. Il laisse ainsi la victoire finale à Francesco Camusso (vainqueur d’une étape), qui devient le premier coureur de l’histoire du Giro à ramener le maillot rose à Milan.
Le Giro 1932 est une déception pour Binda. Il ne termine que septième à 19 minutes d’Antonio Pesenti, grand vainqueur de l’épreuve, qui termine à la 4e place du Tour de France la même année. Hermann Buse, vainqueur de la deuxième étape, devient le premier non-Italien à revêtir le maillot rose, qu’il perd à l’issue de la septième étape au profit de Pesenti.
1933 marque un tournant pour l’épreuve avec l’apparition du Grand Prix de la montagne et du premier contre-la-montre individuel au cours de la 13e étape entre Bologne et Ferrare : longue de 62 km, elle est remportée par Binda. De plus, le Tour est constitué de 17 étapes (contre une petite dizaine habituellement), se rapprochant ainsi du format « grand tour » actuel. Contrairement à l’année précédente, le Giro est dominé une nouvelle fois par Binda, revenu au meilleur de sa forme en s’adjugeant le classement général, le Grand Prix de la montagne, six étapes, et treize jours en rose.
Il revient favori en 1934 mais est contraint à l’abandon pendant la 6e étape à la suite d'une chute conjuguée à une blessure par pédale puis à une collision avec une moto de police. Cette 22e édition est dominé par Learco Guerra, surnommé « la locomotive », qui remporte le classement général et dix des 17 étapes. Cependant, Francesco Camusso termine à seulement 51 secondes au classement général après avoir perdu son maillot rose lors du contre-la-montre individuel.
Le Tour d'Italie 1935 sera le dernier d'Alfredo Binda, alors âgé de 32 ans, et le premier d’un jeune espoir de 20 ans : Gino Bartali. Binda prend congé du Giro en terminant 16e à 31 minutes de Vasco Bergamaschi, vainqueur anecdotique du classement général. Le jeune Bartali remporte quant à lui la 6e étape et le Grand Prix de la montagne. La succession de Binda reste donc à établir à l’approche de l’édition de 1936. Il restera dans l’histoire du Giro comme le premier coureur à gagner cinq Tours d’Italie (record égalé mais jamais battu) en remportant 41 étapes (seul Mario Cipollini fera mieux avec 42 étapes remportées).

#### 1936-1953: le duel Bartali-Coppi

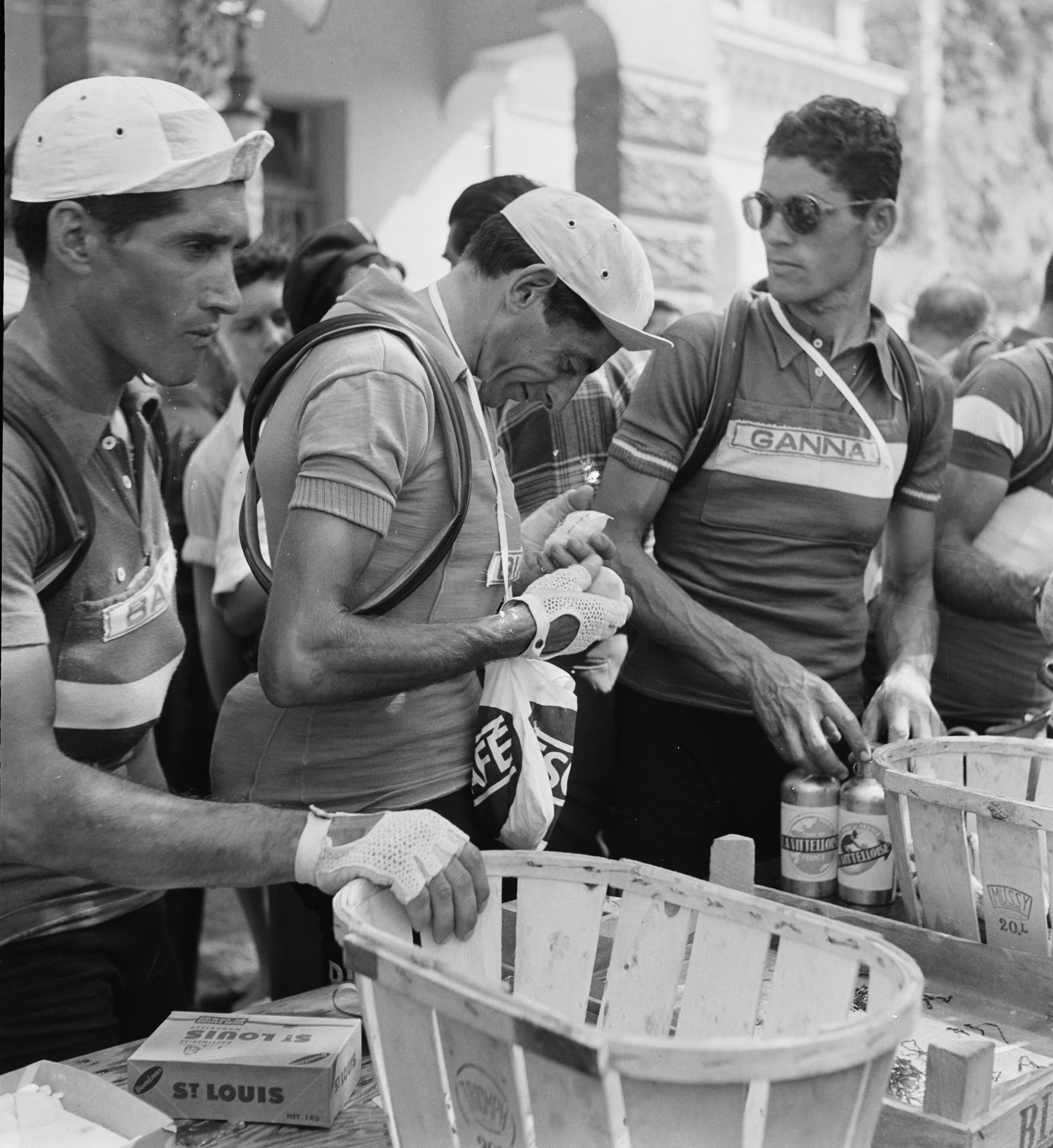
Fausto Coppi, quintuple vainqueur du Giro.

En 1936, la hiérarchie est à reconstruire après le départ d'Alfredo Binda. Learco Guerra, vainqueur en 1934, doit abandonner après s’être cassé le bras. À L'Aquila, Gino Bartali remporte sa deuxième victoire sur le Giro et endosse le maillot rose, qu’il conforte en gagnant deux autres étapes. Il remporte ainsi à 21 ans son premier Tour d’Italie et son deuxième Grand Prix de la montagne consécutif.
Bartali récidive en remportant les deux classements en 1937. Le Tour d'Italie 1937 est le premier composé de 23 étapes, pour un total de 3 840 km, et le premier à emprunter les routes des Dolomites qui feront la réputation du Giro, du col de Costalunga et du passo Rolle. C'est d'ailleurs Gino Bartali qui les franchit en tête et remporte la grande étape de montagne des Dolomites.

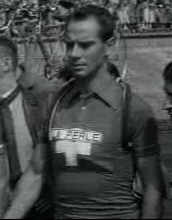
Hugo Koblet, premier étranger à s'imposer.

L’année suivante, il ne participe pas au Giro pour se consacrer au Tour de France, qu’il remporte. C’est son compatriote Giovanni Valetti qui s’impose.
De retour sur le Tour d'Italie 1939, Bartali et Giovanni Valetti s’affrontent. Ils remportent tous deux quatre étapes, mais c’est finalement Valetti qui s’impose pour la deuxième année consécutive après avoir récupéré le maillot rose à l’issue de la 16e des 17 étapes. Les ascensions du col Pordoi et du col de Falzarego font également leur apparition, toutes deux escaladées en tête par Bartali.
En 1940, Bartali s’entoure au sein de son équipe Legnano d’un jeune italien de 20 ans, Fausto Coppi. Celui-ci profite d’une chute de son leader pour prendre le pouvoir et s’illustrer dans la 11e étape qui le fait connaître du grand public. Coppi fait la différence sur ses rivaux dans l’ascension d’Abetone et gagne après 100 km passés en solitaire qui lui permettent de s’emparer du maillot rose. Malgré deux victoires dans les 17e et 19e étapes, Bartali ne parvient pas à rattraper Coppi, lui laissant la victoire au général mais se consolant avec le Grand Prix de la montagne.
La Seconde Guerre mondiale interrompt le Giro de 1941 à 1945, freinant ainsi les ambitions de Bartali d’égaler le record d'Alfredo Binda. Coppi est mobilisé sur le front tunisien tandis que Bartali s'établit au Vatican aux côtés du pape Pie XII.
Après cinq ans d’attente, le Giro revient en 1946 sur les routes dévastées par la guerre. La rivalité Bartali-Coppi divise l’Italie : le premier, surnommé « Gino le pieux » est le favori de la Démocratie chrétienne, tandis que le second est adulé par la gauche et les progressistes. Le duel épique voit la victoire de Bartali avec seulement 47 secondes d’avance sur son rival. Cette édition est également marquée par des heurts entre activistes favorables à l’annexion de Trieste à la Yougoslavie et policiers italiens, perturbant des étapes du Giro.
Coppi prend sa revanche l’année suivante en s’adjugeant le Tour d'Italie 1947 devant Bartali.
En 1948, Coppi devance Bartali dans les Dolomites mais se retire du Giro avec son équipe après la 17e étape à la suite de l’affaire Fiorenzo Magni. En effet, ce dernier est soupçonné par l’équipe de Coppi d’avoir bénéficié d’une aide irrégulière dans la montagne. Les jurys lui infligent deux minutes de pénalités mais, pour Coppi et son équipe, cela n’est pas suffisant : outrés, ils se retirent du Tour d’Italie, laissant la victoire finale à Fiorenzo Magni qui l'emporte de seulement onze secondes sur Ezio Cecchi (constituant ainsi le plus petit écart jamais enregistré sur le Giro).
Fausto Coppi revient au meilleur sa forme en 1949, où il remporte son troisième Giro, égalant ainsi son rival. Il brille notamment lors de la 17e étape, restée dans la légende, où il franchit en solitaire le col de Larche, le col de Vars, le col d'Izoard, le col de Montgenèvre et Sestrières — ce qui représente plus de 190 km d'échappée —, achevant l’étape avec près de douze minutes d'avance sur Bartali. L'écrivain italien Dino Buzzati, alors envoyé spécial du Corriere della Sera, écrit à propos de la victoire de Coppi :

« Il y a quelque chose d'émouvant dans ce jeune homme fluet qui chevauche les montagnes, l'une après l'autre, rien qu'avec le battement de son cœur. »

— Dino Buzzati
1950 marque une première dans l’histoire du Tour d’Italie avec la victoire du premier étranger, le Suisse Hugo Koblet (surnommé « le pédaleur de charme »), devant Bartali. Coppi, victime d’une chute dans la 9e étape, se fracture le bassin, se privant de toute chance de victoire.
Après la seconde victoire sur le Giro de Fiorenzo Magni en 1951, Coppi revient en grâce en 1952 et 1953 remportant ses quatrième et cinquième Tours d’Italie (en défiant notamment Hugo Koblet dans les cimes enneigées du Stelvio en 1953), égalant ainsi le record d’Alfredo Binda. L’édition de 1952 est endeuillée par la mort du coureur italien Orfeo Ponsin (it), qui s’écrase contre un arbre dans la quatrième étape alors qu’il abordait un virage.

### 1954-1967: le règne italien contesté
À partir de 1954, le Giro sourit moins à Fausto Coppi. Le Suisse Carlo Clerici remporte la 37e édition, réalisant un doublé suisse avec Hugo Koblet qui arrive deuxième. Cette édition est marquée par une grève des coureurs lors de l'étape entre Bolzano et Saint-Moritz, transformant l'étape de 222 km en une promenade de dix heures. Cependant, le motif de la grève, interne au peloton, reste inconnu. Pour son dernier Giro, Bartali termine à la 13e place, prenant ainsi congé du Tour avec trois maillots roses, sept Grands Prix de la montagne et 17 étapes.
Fiorenzo Magni remporte son troisième Giro en 1955 avec seulement treize secondes d’avance sur Coppi. Ce dernier ne brillera plus dans le Giro et décédera en 1960. Lors de cette édition, Raphaël Géminiani devient le premier Français à endosser le maillot rose.
Le Luxembourgeois Charly Gaul, également vainqueur du classement de la montagne du Tour de France la même année, réalise un coup d’éclat lors de l’édition de 1956. Largement distancé au général au soir de la 18e étape (24e à plus de seize minutes), il passe à l'attaque lors de l'étape suivante entre Merano et le Monte Bondone, disputée dans des conditions apocalyptiques. En effet, après un départ sous la pluie, c'est la neige qui fait son apparition, accompagnée de températures approchant les −10 °C. Plus de 60 coureurs abandonnent, dont le maillot rose Pasquale Fornara. Gaul l'emporte au sommet du Monte Bondone avec plus de huit minutes d'avance sur le second, mais n'a pas la force de lever les bras. Il est conduit à l'hôpital où on lui retire son maillot encore collé à sa peau. Cette victoire lui permet de reprendre le maillot rose, qu'il conservera jusqu'à Milan. L'exploit accomplit par le Luxembourgeois durant cette étape est considéré par certains comme l'un des plus grands de l'histoire du cyclisme. Jacques Goddet écrit le lendemain dans L'Équipe :

« Charly Gaul a remporté le triomphe le plus complet qu’un coureur cycliste ait obtenu en une journée… C’est un exploit sans précédent dans le cyclisme contemporain. On retrouve là le caractère des étapes de montagne des temps préhistoriques. Il a fallu pour cela le cataclysme céleste, mais aussi la classe très rare et très particulière du petit Luxembourgeois… »

— Jacques Goddet
En 1957, le Français Louison Bobet manque de devenir le premier Français à remporter le Giro en terminant à seulement 19 secondes de Gastone Nencini (ce dernier ayant bénéficié des nombreuses poussettes des tifosi) après avoir été porteur du maillot rose durant huit étapes. Cependant, Raphaël Géminiani, surnommé « le grand fusil », s'adjuge son deuxième Grand Prix de la montagne. Cette édition est marquée par une anecdote lourde de conséquences pour Charly Gaul. En effet, au départ de la 18e étape, ce dernier est en tête avec 56 secondes d'avance sur Nencini et 1 min 17 s sur Louison Bobet. Après 102 km de course, Gaul s'arrête sur le bord de la route pour uriner ; moment que choisissent Louison Bobet, Nencini et Miguel Poblet pour attaquer. Gaul arrive furieux en trentième position avec un retard de dix minutes.

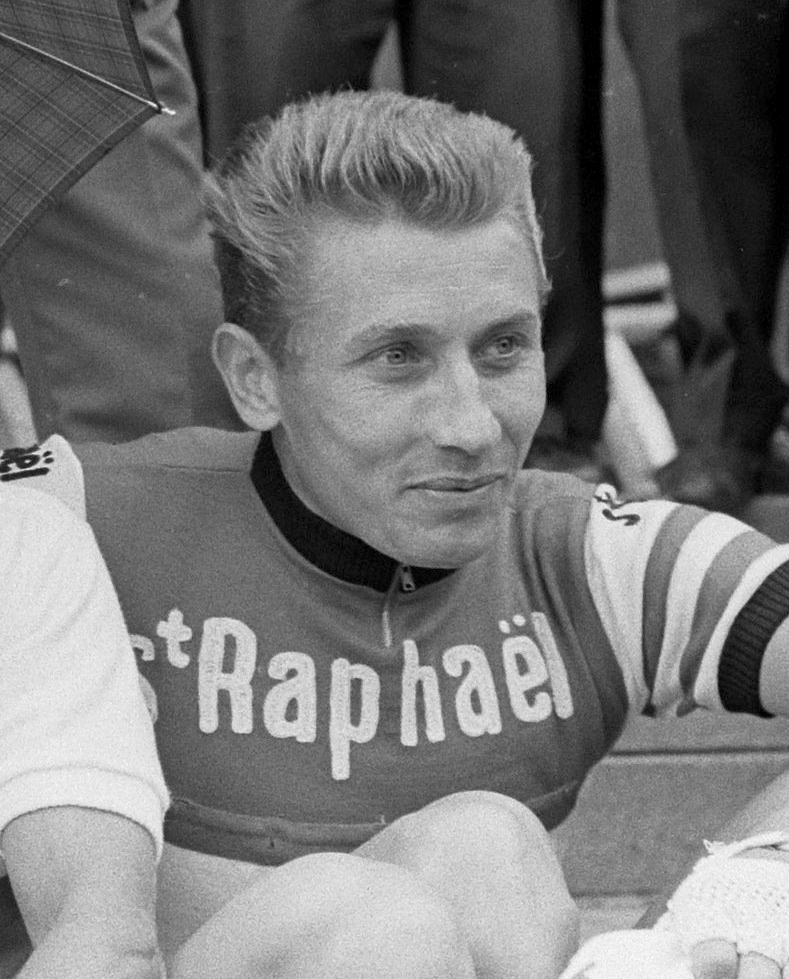
Jacques Anquetil, premier vainqueur français du Giro.

Le Giro 1958 est remporté par Ercole Baldini, alias « la locomotive de Forlì », alors à l'apogée de sa carrière : en effet, ce dernier est sacré la même année champion du monde sur route et champion d'Italie sur route. Cette 41e édition est également la dernière à laquelle participe Fausto Coppi, qui meurt deux ans plus tard.
Charly Gaul revient en force sur le Tour d'Italie 1959 qu'il remporte pour la deuxième fois en réalisant le doublé maillot rose-maillot vert. Sa victoire se construit notamment dans l'ascension du col du Petit-Saint-Bernard lors de l'avant dernière étape entre Aoste et Courmayeur, qu'il remporte avec dix minutes d'avance sur ses concurrents (et notamment sur Jacques Anquetil, alors en tête du classement général).
Le Giro sourit enfin aux Français en 1960 avec la victoire à l'arraché du champion normand Jacques Anquetil, déjà vainqueur du Tour de France, avec seulement 28 secondes d'avance sur Gastone Nencini.
Arnaldo Pambianco est le vainqueur surprise du Tour d'Italie 1961. Doté d'un palmarès quasiment vierge, il remporte le Giro devant Anquetil, Antonio Suárez et Charly Gaul grâce à une échappée lors de la 14e étape dans des conditions climatiques difficiles. Malgré la remontée des favoris dans la montagne, avec notamment l'ascension du Col du Stelvio, il conserve son avantage jusqu'à l'arrivée à Milan.
L'édition de 1962, remportée par Franco Balmamion, est également marquée par des conditions météorologiques difficiles. Ainsi, la 14e étape est raccourcie à la suite d'un orage violent qui empêche l'ascension des deux derniers cols et oblige la direction de la course à juger l'arrivée au passo Rolle. Cette étape voit aussi l'abandon de 57 coureurs, fait rare dans le cyclisme. Cependant, c'est la 16e étape, remportée par Angelino Soler (maillot vert cette année-là), qui est décisive : en effet, Balmamion, qui termine second à 1 min 30 s, effectue une spectaculaire remontée au classement général, qui lui permet de revêtir le maillot rose le lendemain et de le conserver jusqu'à Milan.
Balmamion récidive en remportant son deuxième Giro l'année suivante grâce à sa régularité et ses talents de rouleur. Cependant, c'est Vito Taccone qui marque les esprits lors de cette 46e édition en se montrant imparable dans les étapes de montagne. Il remporte le maillot vert en étant passé en tête de douze des 17 cols où des points pour le Grand Prix de la montagne étaient attribués. Il remporte également cinq étapes dont quatre consécutivement.
Jacques Anquetil, absent l'année précédente, revient en force en 1964, où il est intouchable en portant le maillot rose pendant 18 étapes consécutives : il remporte ainsi son deuxième Giro. Il sera également vainqueur du Tour de France la même année.
Le Giro 1965 est remporté par Vittorio Adorni au cours d'une saison difficile pour lui (il termine deuxième de Milan-San Remo, de Liège-Bastogne-Liège et du championnat d'Italie sur route). Il construit notamment sa victoire lors du contre-la-montre de la 13e étape, long de 58 km, qu'il remporte.
L'édition de 1966, remportée par Gianni Motta, est marquée par l'apparition du classement par points, également remporté par Gianni Motta (qui devient donc le premier à réaliser un doublé du genre). Cette édition est aussi marquée par la troisième seconde place consécutive au classement général du malheureux Italo Zilioli, qui ne remportera jamais le Giro. Jacques Anquetil quant à lui termine troisième.
Le Tour d'Italie 1967 est le premier du jeune coureur belge Eddy Merckx, qui y remporte les 12e et 14e étapes. Felice Gimondi remporte la 19e étape au sommet des Tre Cime di Lavaredo, devant Merckx et Gianni Motta, mais l'étape est annulée car beaucoup de coureurs profitent de poussés répétés des supporters dans la montée sous de fortes chutes de neige. Felice Gimondi, qui aurait dû revêtir le maillot rose à l'issue de cette étape, menace d'abandonner, mais se ravise et remporte le premier de ses trois Giro à la suite d'un duel épique avec Jacques Anquetil sur le passo del Tonale et le col de l'Aprica. Troisième au classement final de ce Giro 1967, Jacques Anquetil fera ses adieux à la course en ayant totalisé six podiums (deux victoires, deux secondes places et deux troisièmes places).

### 1968-1996: la prise de pouvoir des coureurs étrangers

#### 1968-1974: le festin du «Cannibale»

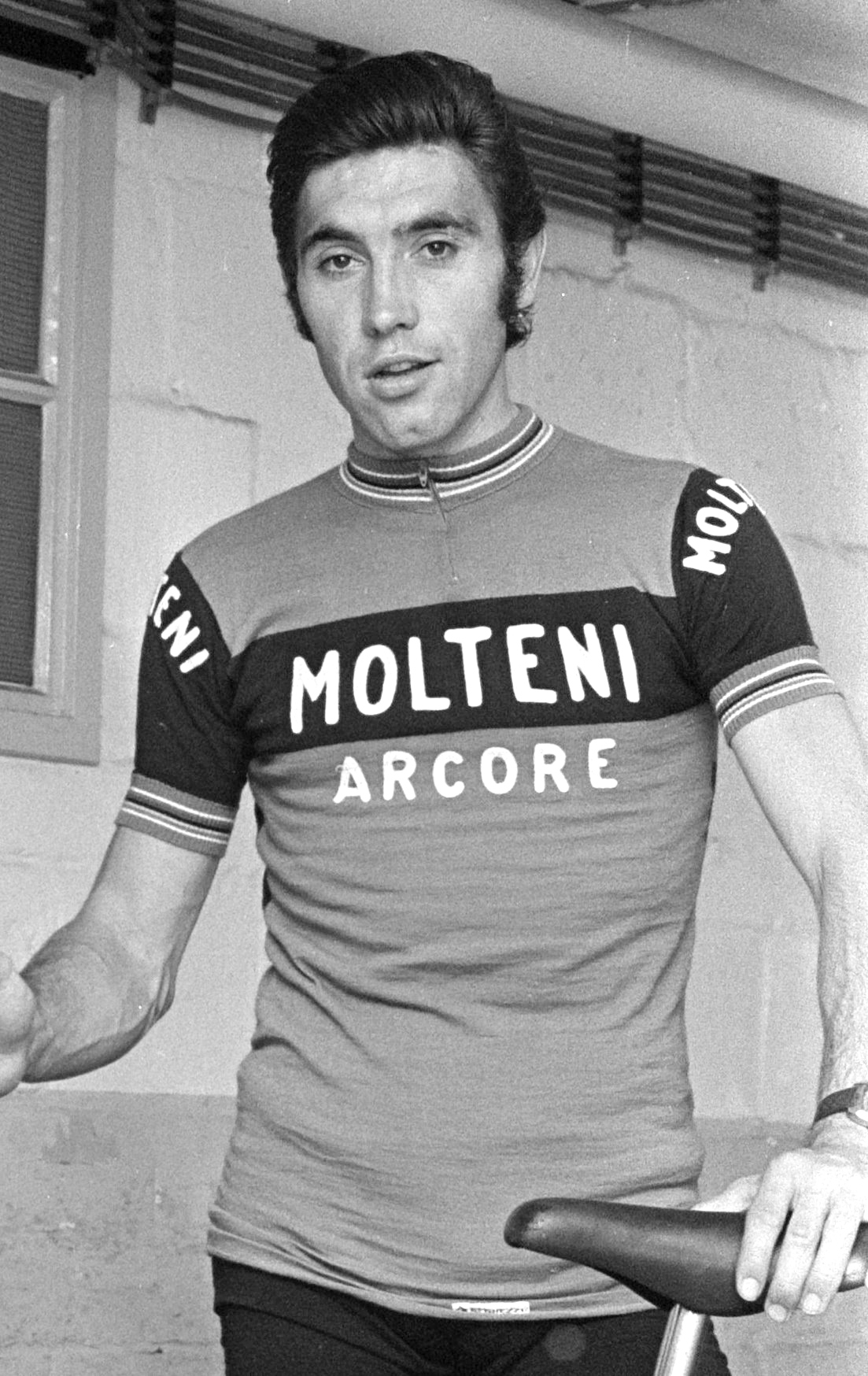
Eddy Merckx, quintuple vainqueur du Giro.

La domination d'Eddy Merckx, surnommé « le Cannibale », commence en 1968. En effet, il remporte pour sa deuxième participation le classement général, le classement par points et le grand prix de la montagne, devenant ainsi le premier coureur de l'histoire à réaliser un tel triplé. Il remporte également deux étapes (dont une victoire restée légendaire aux Tre Cime di Lavaredo, où il rattrape les dix minutes de retard qu'il avait sur les échappés en seulement douze kilomètres) et reste treize jours en rose, plaçant Vittorio Adorni, vainqueur du Giro 1965 et second cette année-là, à plus de cinq minutes. Cette édition est également la première à comporter un prologue de 5,7 km dont les temps chronométrés ne sont pas comptabilisés au classement général, son seul but étant d'attribuer le maillot rose à un coureur pour la première étape. Cette dernière est justement remportée par Merckx, arrivé au sprint devant le peloton à la suite d'un « coup de chacal ».
Le Belge revient en 1969, fort de ses victoires sur Paris-Nice, Milan-San Remo, Liège-Bastogne-Liège et le Tour des Flandres. Il remporte les 3e, 4e et 7e étapes, et endosse le maillot rose à l'issue de la 9e étape. Il remporte également le contre-la-montre entre Cesenatico et Saint-Marin. Cependant, alors qu'il est encore en tête du classement général, il est exclu du Giro à Savone à la fin de la 16e étape pour dopage aux amphétamines : il laisse ainsi le maillot et la victoire finale à Felice Gimondi, qui remporte son deuxième Tour d'Italie. L'affaire fait un tel scandale que la Belgique menace de rompre ses relations diplomatiques avec l'Italie. Merckx se console en remportant haut la main le Tour de France quelques semaines plus tard.
La revanche du « Cannibale » ne tarde pas. En effet, il remporte son deuxième Giro l'année suivante devant Gimondi : il remporte trois étapes et endosse le maillot rose dès la septième étape, pour le porter ensuite sans discontinuer jusqu'à l'arrivée. Il remporte son deuxième Tour de France la même année.
Eddy Merckx ne prend pas le départ du Tour d'Italie 1971, préférant se consacrer au Tour de France qu'il remporte pour la troisième fois. Au cours de cette édition montagneuse, et alors que Gimondi a craqué dans la longue remontée des Apennins, l'Italien Claudio Michelotto, leader depuis neuf jours, en perdition dans le Pordoi, s'accroche à une voiture pour ne perdre finalement qu'une minute trente (assortie d'une pénalité d'une minute) sur Gösta Pettersson. Celui-ci revêtit le maillot rose le lendemain, et remporte ensuite ce tour sans gagner de succès d'étape. Il reste encore aujourd'hui le seul Suédois à avoir remporté un Tour d'Italie.
1972 est l'année du triplé pour le « Cannibale ». Il gagne en effet son troisième Giro en remportant quatre étapes. Cette 55e édition est également marqué par l'absence de coureurs italiens sur le podium, une première depuis la création de l'épreuve.
En 1973, le Belge écrase la concurrence en remportant son quatrième Giro et six des treize étapes remportées par des Belges cette année-là. Dans le même temps, il revêt le maillot rose de la première à la dernière étape, réitérant ainsi l'exploit de Costante Girardengo et d'Alfredo Binda. Il termine avec quasiment huit minutes d'avance sur son grand rival Gimondi.
En 1974, Merckx rentre définitivement dans l'histoire en remportant son cinquième Tour d'Italie (dont trois consécutifs), devenant ainsi recordman de l'épreuve : il rejoint au panthéon Alfredo Binda et Fausto Coppi et s'adjuge ses 24e et 25e victoires d'étapes, qui seront ses dernières sur cette épreuve. Cependant, la lutte pour la victoire est acharnée, et ses deux principaux concurrents cette année-là, à savoir Gianbattista Baronchelli et l'éternel Felice Gimondi, terminent respectivement à douze et 33 secondes au général. Merckx fait ses adieux au Giro en 1976, où il termine huitième, laissant derrière lui un palmarès important avec notamment deux classement par points et deux Grands Prix de la montagne.

#### 1975-1979: la transition
Après ses trois victoires consécutives entre 1972 et 1974, Eddy Merckx ne participe pas à la 58e édition du Giro en 1975, laissant ainsi la route libre à Felice Gimondi. Cependant, ce dernier n'est pas au sommet de sa forme et laisse la victoire finale à Fausto Bertoglio, vainqueur anecdotique et qui, durant sa carrière, ne gagnera aucune grande course notable.
Gimondi revient en force en 1976, où il remporte son troisième Giro, neuf ans après sa première victoire, à la suite d'un duel dantesque avec le Belge Johan De Muynck, qui termine à seulement 19 secondes.
La Belgique, en l'absence de Merckx, reste la nation à battre en 1977. Freddy Maertens assure sa domination sur la première semaine du Giro en remportant sept étapes et en endossant le maillot rose. Cependant, il chute durant le transfert de la semi-étape à Mugello avec son compatriote Rik Van Linden : tous deux sont contraints à l'abandon, laissant la victoire finale surprise à l'équipier de Maertens, Michel Pollentier.

#### 1980-1985: le triplé de Bernard Hinault

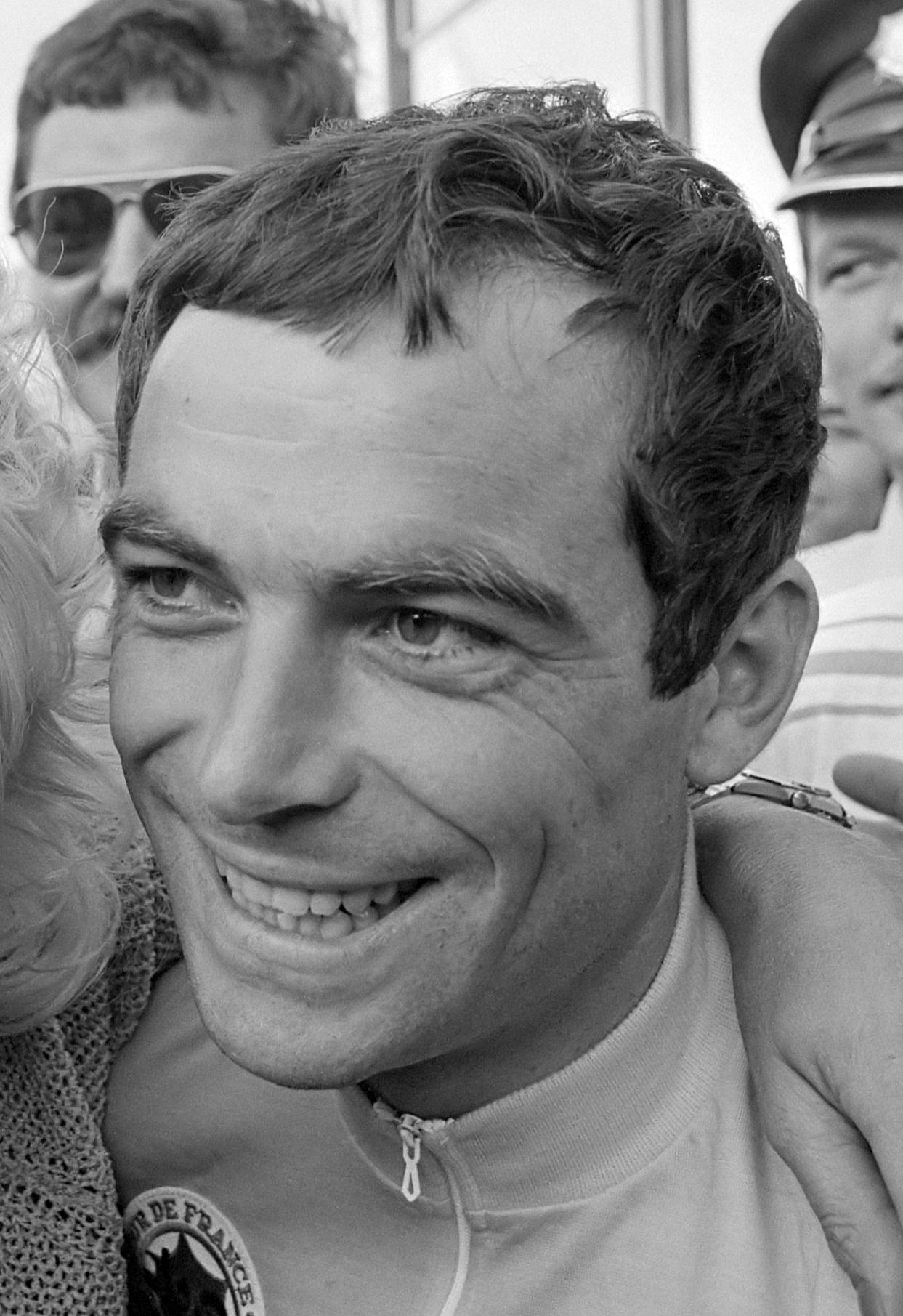
Bernard Hinault remporte le Giro à trois reprises dans sa carrière.

Bernard Hinault a déjà gagné deux Tours de France (1978, 1979) et une Vuelta (1978) lorsqu'il se présente sur les routes du Giro pour la première fois en 1980. Le coup d’essai est un coup de maître. Le 5 juin 1980, lors de la 20e étape entre Cles Val di Non et Sondrio, il mène une échappée victorieuse avec Jean-René Bernaudeau (qui remporte l'étape) dans le Col du Stelvio. Le « Blaireau » prend le maillot rose et le conserve jusqu'à Milan. Il égale Eddy Merckx, Felice Gimondi et Jacques Anquetil en ayant accroché les trois grands tours à son palmarès. Le Tour d'Italie 1981 est très disputé, quatre coureurs étant séparés en 30 secondes après vingt jours de course. C'est finalement l'Italien Giovanni Battaglin qui remporte le Giro après une solide performance dans la dernière étape de la course, un contre-la-montre individuel.
Bernard Hinault participe à deux autres Tours d'Italie, pour deux autres victoires (1982, 1985), réalisant à chaque fois le doublé Giro-Tour de France. C'est ainsi qu'en 1982, il affronte l'équipe Bianchi de la triplette Contini-Baronchelli-Prim. Il assure sa victoire lors de la 18e étape au Monte Campione où il lâche Contini et Van Impe. Enfin en 1985, lors de la douzième étape entre Capoue et Maddaloni, Hinault signe le meilleur temps individuel en arrivant 53 secondes devant Francesco Moser, spécialiste de ce type d'épreuve, et 1 min 42 s devant Visentini. Le « Blaireau » s'empare du maillot rose, qu'il garde jusqu'à l'arrivée à Lucca où il remporte son troisième et dernier Tour d'Italie. Laurent Fignon lui succédera en 1989, restant à ce jour[Quand ?] le dernier Français vainqueur du Tour d'Italie. Entre-temps, l'édition 1983, qui comporte peu d'étapes difficiles en montagne et quatre contre-la-montre, est remportée par l'Italien Giuseppe Saronni : il prend la tête après la septième étape de la course, puis il s'adjuge deux autres étapes et conserve son avance jusqu'à Milan pour remporter son deuxième Tour d'Italie.
L'édition 1984, marquée par la bataille entre l'Italien Francesco Moser et le Français Laurent Fignon, reste très controversée. L'Italien est aidé à plusieurs reprises par les organisateurs afin d'obtenir la victoire finale : ainsi, la dix-huitième étape est modifiée au dernier moment avec la suppression du col du Stelvio, haut de 2 758 mètres, pour cause de neige, alors qu'il n'y en a pas. Fignon est également pénalisé de dix secondes pour un ravitaillement illicite, alors que Moser ne prend lui que cinq secondes pour les multiples poussettes dont il bénéficie dans les cols. Fignon reprend le maillot rose à Arraba en finissant détaché après une échappée solitaire de cinquante kilomètres, mais lors de la dernière étape, un contre-la-montre individuel de 42 kilomètres, Moser refait son retard d'1 min 21 s pour remporter ce Giro, à nouveau à la suite de controverses. En effet, il dispose d'un vélo révolutionnaire avec des roues lenticulaires et reçoit l'aide de l'hélicoptère de la course, qui vient se placer devant Fignon pour le gêner et derrière le coureur italien pour le propulser à une grande vitesse.

#### 1986-1996: une décennie sans coureur dominant

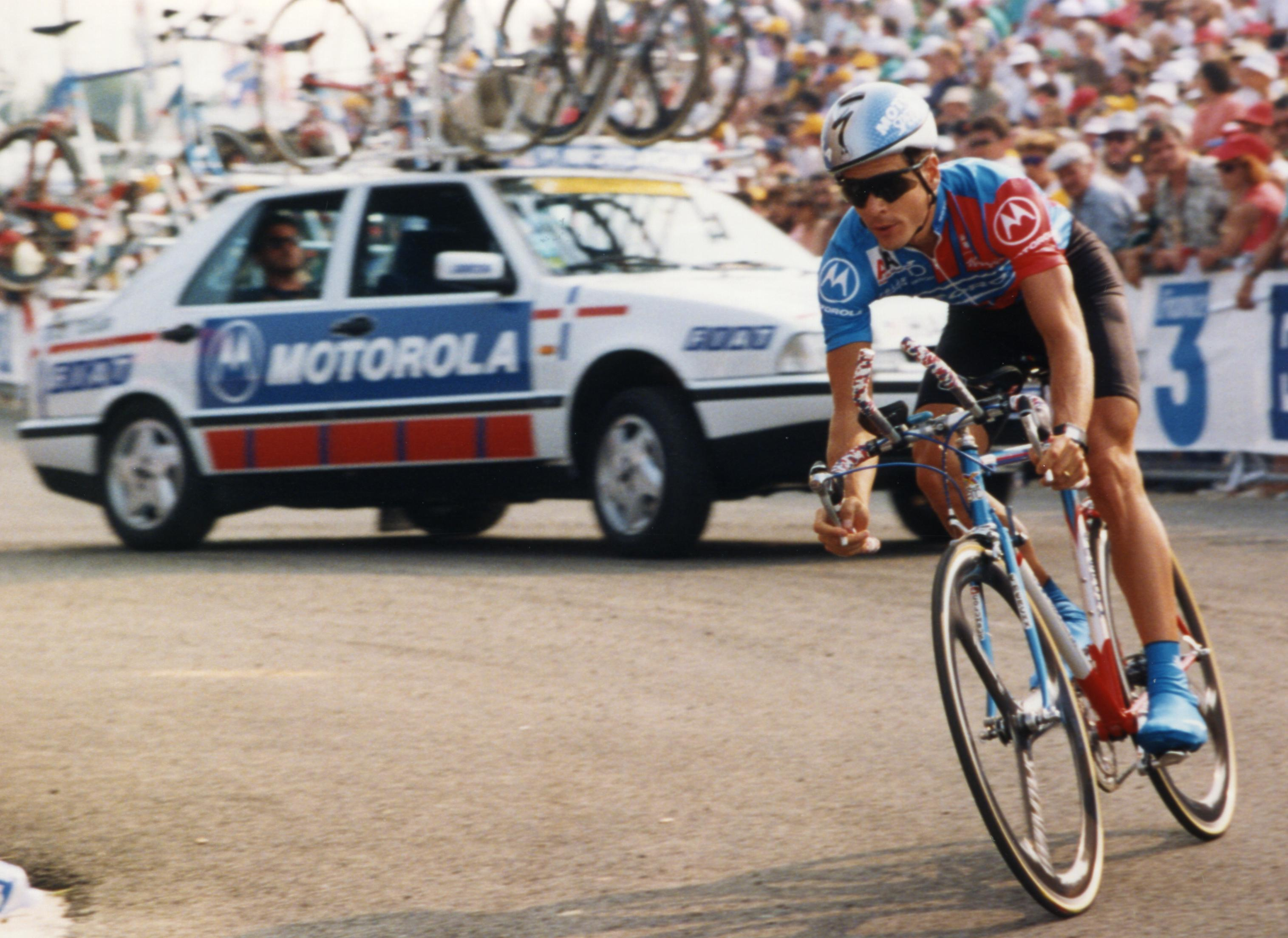
Andrew Hampsten devient le premier non-Européen à s'imposer en 1988.

Giuseppe Saronni est en tête du Tour d'Italie en 1986 pendant la majeure partie de la course, avant de le perdre dans les Alpes face à Roberto Visentini. Visentini repousse ensuite les attaques des challengers dans les Dolomites pour s'adjuger sa première victoire au classement général du Giro. L'édition de 1987 est marquée par la rivalité entre les deux coureurs de Carrera Jeans-Vagabond, Roberto Visentini et Stephen Roche. Roche est en tête de la course assez tôt mais perd l'avance sur Visentini après avoir chuté lors de la treizième étape. Roche attaque lors de la quinzième étape montagneuse de la course malgré les ordres de la direction de l'équipe Carrera. Il prend les devants et finit par remporter le Giro. Le succès de Roche ne s'arrête pas là pendant cette saison 1987, puisqu'il remporte par la suite le Tour de France et le titre mondial pour compléter la deuxième Triple couronne de l'histoire du cyclisme.
Le Giro 1988 reste célèbre pour sa quatorzième étape, qui connaît un temps très mauvais tout au long de la spéciale et plus particulièrement sur les pentes du col de Gavia. Lors de son ascension, le peloton se trouve à 2 600 mètres d'altitude quand une violente tempête de neige le secoue dans ce col qui doit le mener à Bormio. Les conditions sont dantesques, le décor himalayen. Personne n'a prévu ces températures glaciales. Tremblants de froid, les coureurs avancent dans la descente à 15 km/h, à l’aveugle. À l’arrivée, boissons chaudes et spiritueux attendent les rescapés. Les invités des espaces VIP sont priés de quitter les lieux pour réchauffer ce peloton frigorifié. Deuxième derrière le Néerlandais Erik Breukink, Andrew Hampsten prend la tête et devient une semaine plus tard le premier et seul Américain vainqueur du Giro, ainsi que le premier vainqueur non-européen.
Le Néerlandais Erik Breukink prend la tête du Tour d'Italie en 1989 après avoir signé le meilleur temps individuel de la 10e étape. Il perd la tête après la quatorzième étape, qui comporte cinq cols majeurs. Le Français Laurent Fignon récupère le maillot rose devant Breukink et le conserve jusqu'à l’arrivée à Florence. C'est également l'année où le classement intergiro est introduit. Gianni Bugno domine l'édition 1990 après avoir pris l'avantage dès la première étape. Il mène la course de bout en bout — un exploit qui n'a été accompli que trois fois auparavant dans l’histoire du Giro.
Franco Chioccioli règne sur l'édition 1991, où il est en tête de la course sur toutes les étapes sauf deux. Il consolide son avance et la victoire finale en remportant la dix-septième étape, qui comporte une arrivée au sommet sur le col Pordoi, et la victoire dans l'avant-dernière étape, qui est un contre-la-montre individuel. Miguel Indurain devient le premier coureur espagnol à remporter la course en 1992 : il prend la tête de la course après la troisième étape vallonnée menant à Arrezo, puis s'y maintient jusqu'à l'arrivée à Milan. Il creuse l'écart sur ses concurrents lors des deux épreuves contre-la-montre individuelles qu'il a remportées. Il remporte ensuite le Tour de France en juillet, complétant ainsi le rare doublé Giro-Tour.

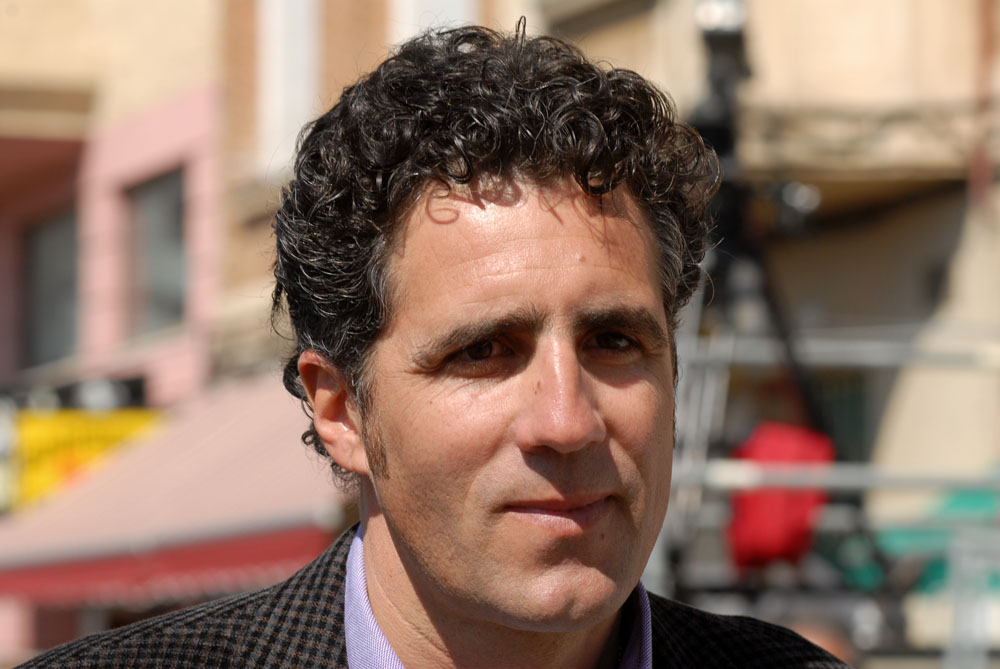
Miguel Indurain est le premier vainqueur espagnol du Giro.

Indurain revient en 1993 pour défendre sa couronne. Le seul coureur pouvant rivaliser avec lui est le Letton Piotr Ugrumov, qui a attaqué Indurain à plusieurs reprises tout au long de la course. Indurain remporte deux étapes — les deux contre-la-montre — et obtient sa deuxième victoire au classement final. Il réalise le doublé Giro-Tour pour la deuxième année consécutive, un exploit sans précédent. Lors du Tour d'Italie 1994, le Russe Evgeni Berzin prend la tête du classement général après avoir remporté la quatrième étape, une arrivée au sommet sur Campitello Matese. Il consolide son avance en remportant les deux contre-la-montre et s'adjuge la victoire finale. Ce faisant, il ruine les espoirs d'Indurain, en quête d'un triplé.
Tony Rominger arrive au Tour d'Italie 1995 en grande forme. Il prend le maillot rose après le contre-la-montre de la deuxième étape et ne le quitte plus. Ses principaux concurrents sont le tenant du titre Berzin et son coéquipier Piotr Ugrumov, mais ceux-ci s'attaquent à plusieurs reprises, ce qui nuit grandement à leurs chances. Outre le classement général, Rominger remporte également les classements par points et intergiro. Le Tour d'Italie 1996 célèbre le centenaire de la fondation de la Gazzetta dello Sport en organisant les trois premières étapes dans la capitale grecque, Athènes. Pavel Tonkov prend d'abord la tête de la course après la treizième étape montagneuse, qui se termine à Prato Nevoso, mais perd ensuite son avance sur l'Espagnol Abraham Olano, avant de la récupérer après la 21e étape, qui comporte cinq ascensions. Tonkov arrive à Milan le lendemain, vainqueur du classement final.

### 1997-2007: retour en force des locaux

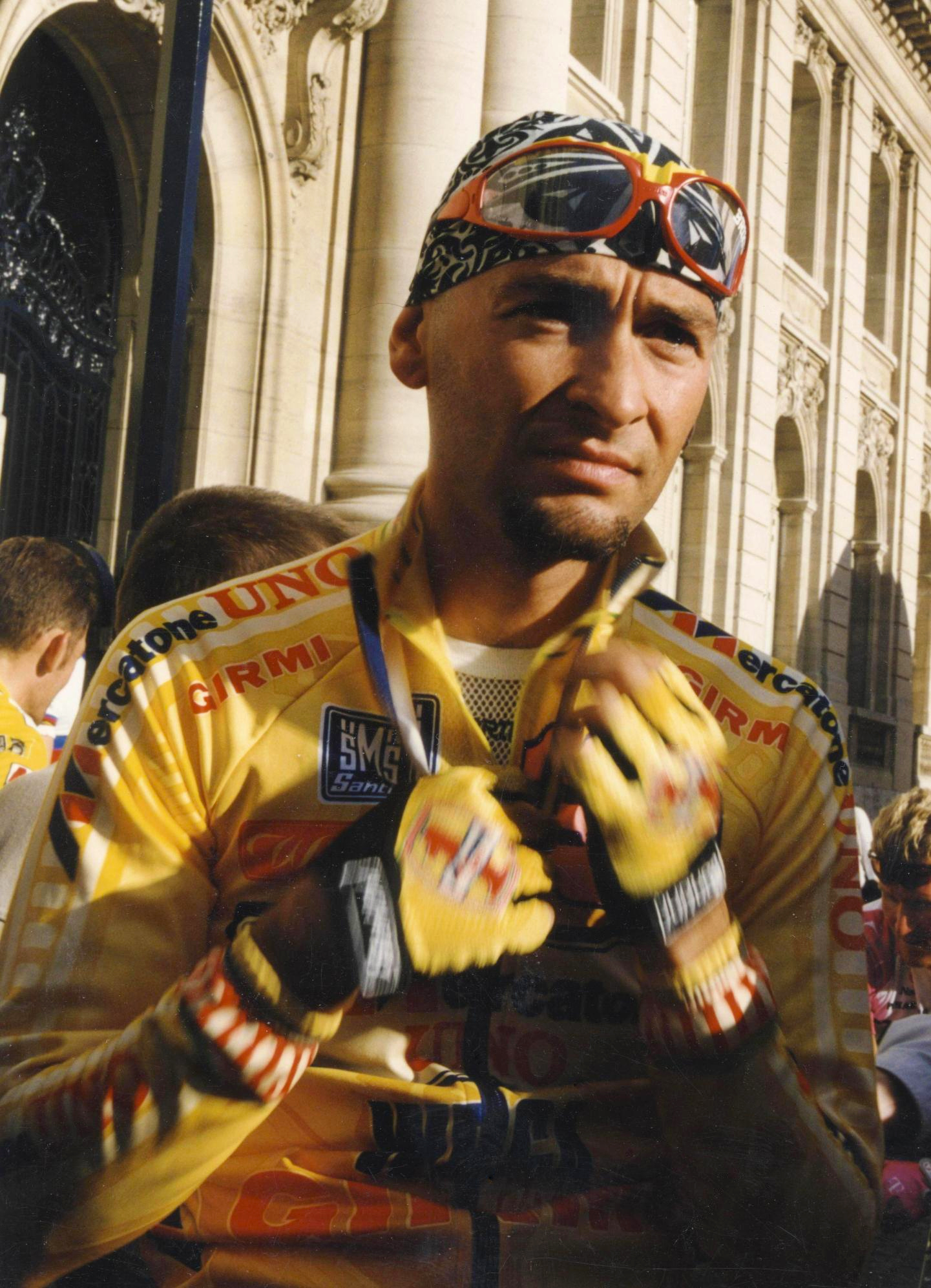
Marco Pantani réalise le doublé Giro-Tour en 1998.

Pavel Tonkov revient sur le Tour d'Italie 1997 avec l'ambition de conserver son titre. Tonkov mène la course pour la première fois après avoir remporté le contre-la-montre de la troisième étape. Il la conserve jusqu'à la conclusion de la quatorzième étape, où l'Italien Ivan Gotti attaque et s'impose en solitaire et devient le nouveau leader de la course. Gotti augmente son avance dans une 19e étape montagneuse et remporte le Giro trois jours plus tard. Le coureur suisse Alex Zülle est le premier leader du Tour d'Italie 1998 et le reste la majeure partie de la course, jusqu'au moment d'entrer dans les Dolomites. Les Italiens Giuseppe Guerini et Marco Pantani, alors en tête de la course lors de la dix-septième étape, unissent leurs efforts jusqu'à l’arrivée à Selva di Val Gardena. Guerini gagne l'étape tandis que Pantani prend la tête du classement général. Pantani remporte ensuite le Giro puis le Tour de France, accomplissant ainsi le rare exploit de remporter le Giro et le Tour au cours de la même année.
Pantani est de retour sur le Giro en 1999 alors qu'il est en pleine forme physique. Il occupe la tête du classement général après la quatorzième étape de la course, et lorsque celle-ci arrive dans les hautes montagnes, il renforce son avance avec trois victoires d'étape. Dominant la course de la tête et des épaules, il est alors en route pour son deuxième succès, après son doublé Giro-Tour de France en 1998, lorsque son taux d'hématocrite est contrôlé au-delà des 50 % autorisés, après l’étape de Madonna di Campiglio. On est à la veille de l’arrivée. Le règlement est implacable, exigeant une mise au repos préventive de quinze jours bien qu’il n’y ait pas de positivité avérée. Le « Pirate » est donc exclu de son Tour national, quittant son hôtel entre deux carabiniers, alors qu’il avait course gagnée. Ivan Gotti en profite pour remporter son deuxième Giro. Hormis deux victoires d’étape l’année suivante sur le Tour de France, Pantani ne sera, lui, plus jamais le même homme. Francesco Casagrande prend la tête du Tour d'Italie 2000 après une longue attaque en solitaire lors de la neuvième étape. Cependant, la fatigue s'installe pour le leader au fur et à mesure de la course : lors de l'avant-dernière étape, il perd la tête, et finalement le Giro, au profit de Stefano Garzelli.
Dario Frigo prend la tête du Tour d'Italie 2001 après la quatrième étape de la course. Il défend sa première place jusqu'à la treizième étape, lorsque la course atteint les Dolomites. Au cours de cette treizième étape, Gilberto Simoni entreprend une attaque fructueuse et prend le maillot rose de leader. Frigo reprend un peu de temps lors du contre-la-montre suivant, mais cela ne suffit pas à repasser devant Simoni. Après l'abandon de Frigo, Simoni remporte le Giro avec une large avance. Cette édition est marquée par le Blitz du Giro 2001 du 6 juin, alors que le peloton vient de terminer la 17e étape et se prépare à disputer l’étape-reine de ce Giro : dans la soirée, devant les caméras de télévision, la brigade antistupéfiants de Florence et la brigade financière de Padoue dirigent pendant plusieurs heures une grande opération antidopage et perquisitionnent toutes les chambres d’hôtel des équipes. Le butin de ces fouilles est immense : corticoïdes, anabolisants, hormones de croissance, produits sanguins, matériel d'analyse… 36 personnes seront renvoyées par la suite devant un tribunal et des coureurs seront condamnés (Frigo, Di Grande, Elli…). Furieux, le peloton refuse de repartir le lendemain. L’étape est annulée pour ce qui restera comme le pire Tour d’Italie de l’histoire. Un autre évènement émaille ce Tour d'Italie : les vélos de l'équipe Bonjour sont volés durant la nuit à trois jours de l'arrivée.
En 2002, Stefano Garzelli prend la tête après avoir remporté la deuxième étape, mais il est rapidement contrôlé positif au probénécide — une substance interdite — et est contraint de quitter le Giro. Lors de la dernière étape majeure en montagne de la course, la 17e étape, Paolo Savoldelli attaque à neuf kilomètres de l'arrivée et réussit à prendre la tête, remportant ainsi le Giro.

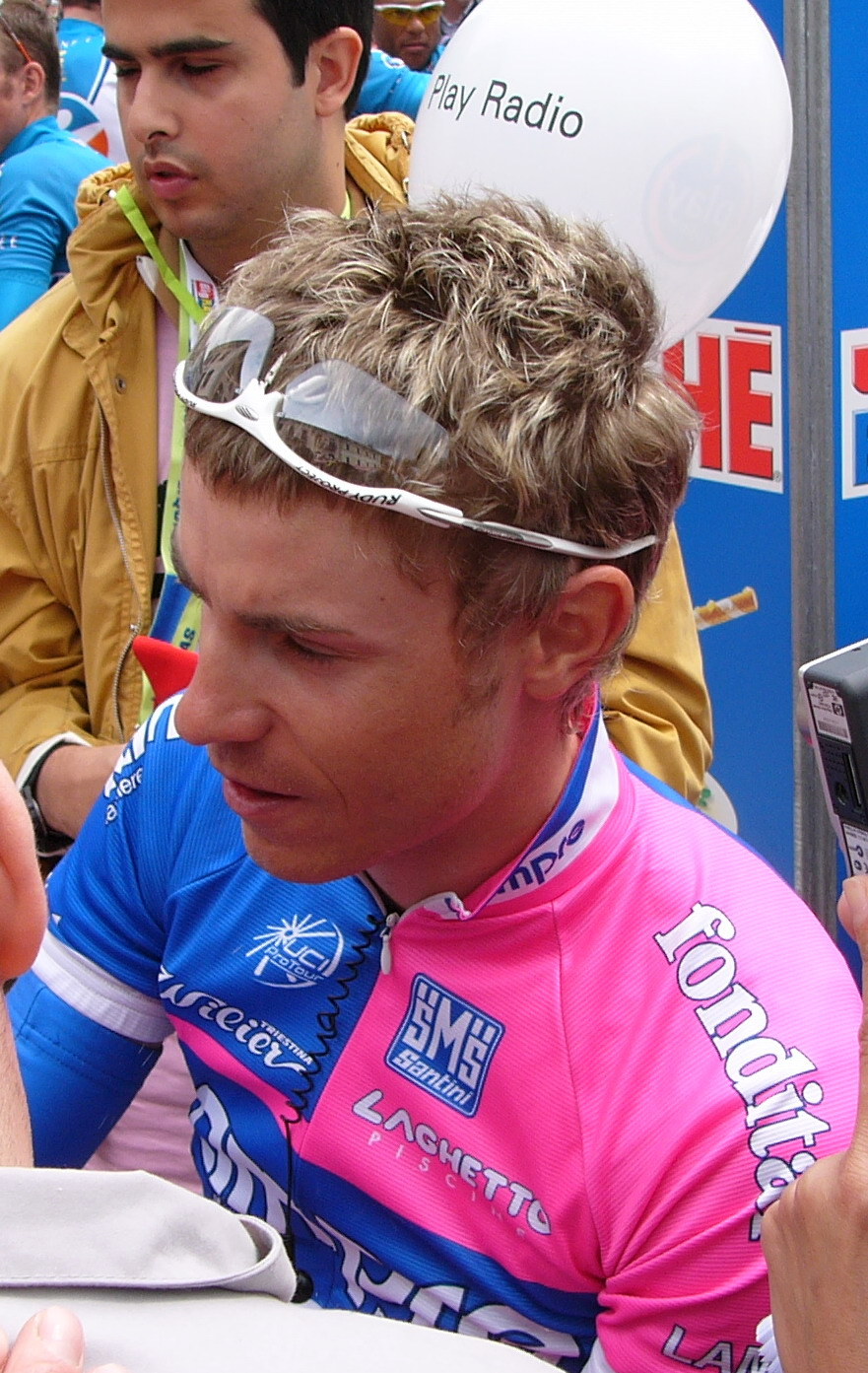
Damiano Cunego gagne le Tour d'Italie 2004.

Le sprinteur Alessandro Petacchi est le premier coureur à mener le Tour d'Italie 2003 après avoir remporté la première étape. Stefano Garzelli s'adjuge l'arrivée au sommet de la septième étape du Monte Terminillo et prend le maillot rose. Garzelli perd ensuite son avance sur Gilberto Simoni après la dixième étape. Simoni remporte finalement le Giro après avoir accru son avance grâce à des victoires d'étape sur le Monte Zoncolan et l'Alpe di Pampeago. Le Tour d'Italie 2004 est marqué par une bataille entre les deux coéquipiers Gilberto Simoni et Damiano Cunego, ainsi que Serhiy Honchar. Simoni prend la tête après la troisième étape et la tient jusqu'à la septième étape où il la perd face à Cunego. Celui-ci occupe le premier rôle jusqu'à la longue étape contre-la-montre où Yaroslav Popovych prend le maillot rose. Cunego reprend l'avantage après la seizième étape et remporte la course, tandis que son compatriote Alessandro Petacchi gagne neuf des 21 étapes.
Le Tour d'Italie 2005 intègre le calendrier de l'UCI ProTour, nouvellement créé. Il voit la tête de la course changer de main plusieurs fois au cours de la première semaine de course. Ivan Basso prend la tête après la onzième étape, qui se termine à Zoldo Alto. Deux jours plus tard, Paolo Savoldelli reprend l'avantage après la treizième étape qui se termine à Urtijëi. Il gagne ensuite son deuxième Tour d’Italie tout en repoussant les attaques de Gilberto Simoni et de José Rujano. Ivan Basso remporte assez largement le Tour d'Italie 2006. Il occupe la tête après avoir remporté la huitième étape de la course, qui comporte une arrivée au sommet sur la passo Lanciano. Il gagne ensuite deux autres étapes et la victoire finale.
Le maillot rose du leader de la course change cinq fois de mains au cours de la première semaine de course du Tour d'Italie 2007. Andrea Noè prend la tête à Marco Pinotti après la dixième étape de la course. Noè perd son avance et son maillot au profit de Danilo Di Luca, vainqueur de la douzième étape à Briançon. Di Luca remporte le Giro à Milan avec un écart de deux minutes sur Andy Schleck, révélation de l'épreuve.

### Depuis 2008: mondialisation du palmarès

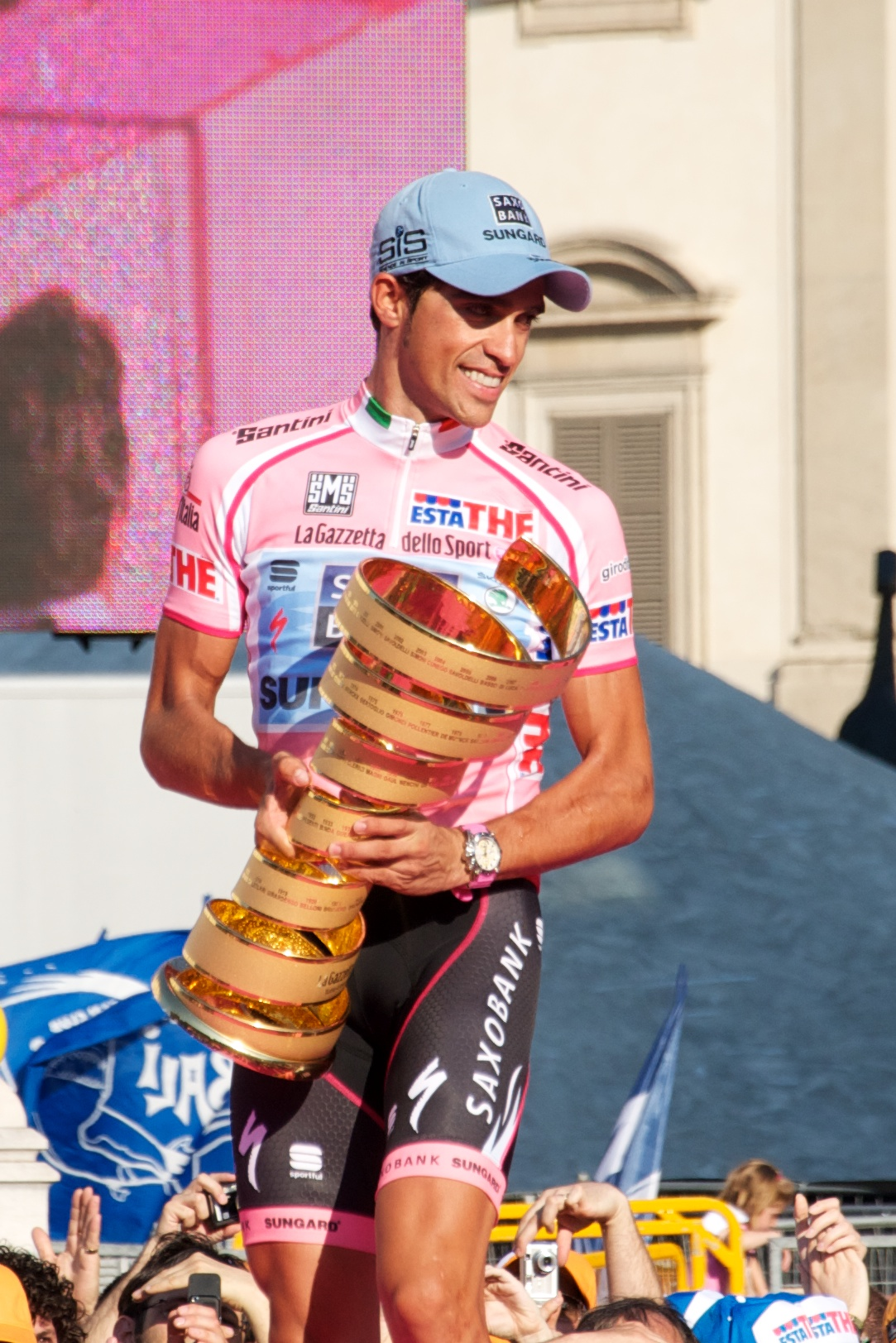
Alberto Contador remporte le Tour d'Italie 2011 avant d'être déchu de son titre pour consommation de substances interdites.

Le Tour d'Italie 2008 est mené pendant plusieurs jours par Giovanni Visconti, qui prend de l'avance après une échappée. Le futur vainqueur, Alberto Contador, prend la tête de la course après la deuxième étape de montagne. Lors de la dernière semaine de la course, Contador doit faire face aux attaques de Riccardo Riccò et du champion en titre du Giro, Danilo Di Luca. Cependant, leurs efforts sont infructueux et Contador remporte la course. Le Russe Denis Menchov remporte l'édition du centenaire en 2009, après avoir pris la tête lors du long contre-la-montre de la douzième étape. Il la défend vigoureusement contre les attaques de son plus proche rival, Danilo Di Luca, lors des étapes de montagne de la dernière semaine. Di Luca termine deuxième, à 41 secondes du vainqueur, et remporte le classement par points. Après le Giro, Franco Pellizotti, troisième au classement final, se retrouve mêlé à des scandales liés au dopage et perd ses résultats.
Le Tour d'Italie 2010 voit la tête changer huit fois de mains au cours de la course. L'Espagnol David Arroyo mène la course à l'approche des dernières étapes de montagne, notamment grâce à l'étape mythique de L'Aquila. Arroyo perd la tête de la course au profit d'Ivan Basso après la dix-neuvième étape où il concède plus de trois minutes. Basso assure par la suite sa deuxième victoire finale sur le Giro.
Alberto Contador revient sur le Giro en 2011, et est considéré comme le favori pour la victoire finale sur ce que beaucoup considèrent comme un parcours très difficile. Lors de la troisième étape, Wouter Weylandt est victime d'un accident mortel. L'étape suivante est neutralisée. Son équipe de Leopard Trek et son ami Tyler Farrar passent la ligne en premier. Contador prend la tête de la course après avoir remporté la neuvième étape sur l'Etna. Il pousse son avantage en réalisant de bonnes performances dans les étapes restantes et en remportant le contre-la-montre individuel de la 16e étape, ce qui lui permet de gagner son deuxième Giro. En parallèle, Contador fait toutefois l'objet d'un procès sur une possible utilisation de clenbutérol, une substance interdite. Le 6 février 2012, le Tribunal arbitral du sport le déchoit de son titre du Tour de France 2010 et de ses résultats depuis cette course, qui comprennent sa victoire au Giro en mai 2011. Il est suspendu deux ans. Après la condamnation de Contador, le deuxième, Michele Scarponi, récupère la victoire.
Le Tour d'Italie 2012 est marqué par la bataille entre le Canadien Ryder Hesjedal et l'Espagnol Joaquim Rodríguez. Hesjedal a pris les devants pour la première fois après avoir bien terminé la septième étape avec une arrivée au sommet à Rocca di Cambio. Rodríguez reprend une petite avance sur Hesjedal après avoir remporté la dixième étape. Hesjedal reprend l'avantage après la quatorzième étape montagneuse. Cependant, Rodríguez est à nouveau en tête le lendemain. Il conserve cette avance jusqu'à la dernière étape, avec une marge de 31 secondes sur Hesjedal. Lors du contre-la-montre final, Hesjedal termine avec 47 secondes d'avance par rapport à Rodríguez, ce qui lui permet de remporter la victoire finale pour 16 secondes. En 2013, Vincenzo Nibali prend la tête après la huitième étape de la course. Nibali remporte la course après avoir renforcé son avance en se placant favorablement dans les premières étapes de montagne ; de plus, il remporte à la fois le contre-la-montre individuel de la 18e étape et l'avant-dernière étape de la course.
L'édition 2014 commence à Belfast, en Irlande du Nord. Après la première semaine de sprints, Cadel Evans prend le maillot rose de Montecopiolo, suivi de près par Rigoberto Urán. Le contre-la-montre de Barolo permet à Urán de prendre la tête. Lors de la seizième étape, de Ponte di Legno à Val Martello, l'attaque de loin de l'autre Colombien Nairo Quintana lui permet de reprendre plus de quatre minutes et de devenir le premier Colombien à gagner le Giro. En 2015, Contador s'impose à nouveau, sept ans après son premier succès. En 2016, c'est au tour de Vincenzo Nibali de rééditer sa victoire, grâce à une dernière semaine où il reprend progressivement du temps jusqu'à prendre le maillot rose lors de la 19e étape.
En 2017, le Tour d'Italie célèbre sa centième édition. Le vainqueur, Tom Dumoulin, est le premier coureur néerlandais à remporter le Giro, et le premier Néerlandais depuis plus de trente ans à remporter un grand tour (Joop Zoetemelk avait remporté le Tour de France 1980). Un an plus tard, Christopher Froome remporte le Tour d'Italie 2018, devenant ainsi le premier coureur britannique à remporter la course. Il complète son palmarès en gagnant les trois grands tours à la suite (Tour 2017, Vuelta 2017 et Giro 2018). En 2019, Richard Carapaz devient le premier Équatorien à remporter un grand tour.
L'édition 2020, qui devait partir de Hongrie, est reportée en raison de la pandémie de Covid-19. Le Giro 2020, finalement parti de Sicile le 3 octobre, est remporté lors du contre-la-montre de la dernière étape par le Britannique Tao Geoghegan Hart, qui réalise à 25 ans le troisième doublé maillot rose-maillot blanc de l'histoire de l'épreuve, après Evgueni Berzin en 1994 et Nairo Quintana en 2014.

## Classements annexes et prix décernés durant la course

### Actuels
- Maillot rose :  
  - Le maillot rose, actuellement sponsorisé par Enel, est porté par le leader du classement général. Learco Guerra a été le premier porteur du maillot rose après sa victoire lors de la première étape du Tour d'Italie 1931. Il doit sa couleur à la teinte du papier sur lequel est imprimé La Gazzetta dello Sport.
- Maillot cyclamen :  
  - Le maillot cyclamen (depuis 1969, le maillot ayant été rouge de 2010 à 2016), actuellement sponsorisé par la marque de café Segafredo, est apparu en 1966 et est porté par le leader du classement par point. À l'inverse du Tour de France, il n'y a pendant longtemps pas eu de différenciation d'attribution des points entre les étapes dites de plaine et les étapes dites de montagne. Ainsi, il était régulier de voir des prétendants au classement général porter ce maillot.
  - Le record de victoires dans ce classement revient aux Italiens Giuseppe Saronni et Francesco Moser avec quatre succès.
- Maillot bleu :  
  - Le maillot bleu (ex-maillot vert), actuellement sponsorisé par Banca Mediolanum, est porté par le leader du classement de montagne. Il a été créé lors du Tour d'Italie 1933, mais il faut attendre 1974 pour que le leader reçoive ce maillot qui était d'abord vert. Chaque ascension attribue des points différents, en fonction de la difficulté. Le classement est souvent remporté par un grimpeur, mais rarement par un coureur engagé dans la lutte pour le maillot rose. Dans l'histoire, le doublé a été réalisé à 13 reprises : Alfredo Binda (1933), Gino Bartali (1936, 1937, 1946), Giovanni Valetti (1938), Fausto Coppi (1949), Hugo Koblet (1950), Charly Gaul (1956 et 1959), Eddy Merckx (1968), Andrew Hampsten (1988), Marco Pantani (1998) et Christopher Froome (2018). Le maillot n'est devenu bleu qu'en 2012[26].
  - Le record de victoires dans ce classement revient à l’Italien Gino Bartali avec sept succès.
- Maillot blanc :  
  - Le maillot blanc, est porté par le leader du classement des jeunes, réservé aux jeunes de moins de 25 ans dans l'année. Il apparaît en 1976, disparaît en 1995 et réapparaît en 2007. Evgueni Berzin, en 1994, Nairo Quintana, en 2014, Tao Geoghegan Hart en 2020 et Egan Bernal en 2021 ont réussi à gagner le maillot blanc et le classement général la même année.
  - Le record de victoires dans ce classement est partagé entre le Soviétique Vladimir Poulnikov, le Russe Pavel Tonkov, le Luxembourgeois Bob Jungels et le Colombien Miguel Angel Lopez avec deux succès.
- Cima Coppi :
  - Le Prix Cima Coppi est réservé au concurrent qui parvient le premier en haut du plus haut sommet de la compétition.
- Cima Pantani : deuxième plus haut sommet de la course.

### Classements annexes
Il existe deux classements pour les équipes :
Le premier est le Trofeo Fast Team. Dans ce classement, les temps des trois meilleurs coureurs par équipe sur chaque étape sont additionnés (les bonifications ne sont pas prises en compte). L'équipe leader est l'équipe avec le meilleur temps total.
L’équipe tenante du titre est l’équipe kazakhe Astana.
Le second est le classement Trofeo Super Team, ou classement par équipes et par points. Après chaque étape, l'équipe du premier marque 20 points, l'équipe du deuxième 19 points, et ainsi de suite jusqu'à l'équipe du vingtième qui marque un point. L’équipe tenante du titre est l’équipe italienne Lampre-ISD.
Chaque étape en ligne a un sprint intermédiaire, les Traguardo Volante, où les secondes de bonifications sont attribuées pour le classement général, les points pour le classement par points, ainsi qu'un classement spécifique : les Traguardo Volante ou le classement des sprints intermédiaires. Pour ce classement spécifique, les cinq premiers du sprint intermédiaire marquent 5, 4, 3, 2 et 1 point.
Le Trophée Fuga Cervelo récompense les baroudeurs : chaque coureur dans une échappée de dix coureurs ou moins obtient un point pour chaque kilomètre d'échappée (s'il y a au moins dix kilomètres d'échappée).
Le classement Azzurri d'Italia n'attribue pas de maillot distinctif. Il est parrainé par l'association du même nom qui regroupe les sportifs italiens ayant été sélectionnés en équipe nationale. Les trois premiers de chaque étape marquent 4, 2 et 1 point pour ce classement.

Le classement de la combativité n'attribue pas non plus de maillot distinctif. Il s'agit en fait d'une forme de classement combiné. En effet, les points sont attribués selon le barème suivant :
- Arrivées des étapes : 6, 5, 4, 3, 2 et 1 aux six premiers ;
- Sprints intermédiaire : 5, 4, 3, 2 et 1 aux cinq premiers ;
- Côtes de 1re catégorie : 4, 3, 2 et 1 aux quatre premiers ;
- Côtes de 2e catégorie : 3, 2 et 1 aux trois premiers ;
- Côtes de 3e catégorie : 2 et 1 aux deux premiers.

Les équipes reçoivent des points de pénalité pour des infractions au cours de la course. Le classement du fair-play récompense les équipes qui ont le moins de sanctions.

### Anciens
- Maillot noir :
  - De 1947 à 1952, un maillot noir était décerné au dernier du classement général.
  - Depuis 2008, ce principe est de nouveau en vigueur, mais c'est un dossard noir que l'on donne à la lanterne rouge.
- Classement du combiné : c'est un ancien classement mis en place en 2006 en remplacement du classement Intergiro et qui a été remplacé par le maillot de meilleur jeune en 2007. Il recompensait le coureur qui était le mieux classé dans les différents classements (général, par point et de la montagne).
- Classement Intergiro : c'était un classement spécifique au Giro. L'Intergiro était réputé pour être compliqué, mais en réalité son concept était très simple. À chaque étape, y compris les contre-la-montre, un Intergiro (ou sprint intermédiaire) se dispute aux environs de la mi-course. Dans les étapes en ligne le temps du premier est attribué à tout le monde. En pratique, des bonifications de 30 secondes pour le premier, 24 pour le deuxième, puis 18, 14, 9 et 5 pour le sixième sont attribués. Lors d'un contre-la-montre, les temps réels des six premiers au passage de l'Intergiro sont reportés au classement et les autres coureurs se voient tous attribuer le temps du 7e. À la suite d'un désintérêt général des coureurs pour ce prix, le classement Intergiro est remplacé par un classement du combiné lors du Tour d'Italie 2006. Ce classement remporté par Paolo Savoldelli fut remplacé par le classement des jeunes dès 2007. Un classement des étapes volantes, qui n'attribue pas de maillot, est également créé.

## Palmarès
| Année     | Vainqueur                                          | Deuxième                                           | Troisième                                          |
| --------- | -------------------------------------------------- | -------------------------------------------------- | -------------------------------------------------- |
| 1909      | Luigi Ganna                                        | Carlo Galetti                                      | Giovanni Rossignoli                                |
| 1910      | Carlo Galetti                                      | Eberardo Pavesi                                    | Luigi Ganna                                        |
| 1911      | Carlo Galetti                                      | Giovanni Rossignoli                                | Giovanni Gerbi                                     |
| 1912      | Équipe cycliste Atala                              | Équipe cycliste Peugeot                            | Équipe cycliste Gerbi                              |
| 1913      | Carlo Oriani                                       | Eberardo Pavesi                                    | Giuseppe Azzini                                    |
| 1914      | Alfonso Calzolari                                  | Pierino Albini                                     | Luigi Lucotti                                      |
| 1915-1918 | Non disputé à cause de la Première Guerre mondiale | Non disputé à cause de la Première Guerre mondiale | Non disputé à cause de la Première Guerre mondiale |
| 1919      | Costante Girardengo                                | Gaetano Belloni                                    | Marcel Buysse                                      |
| 1920      | Gaetano Belloni                                    | Angelo Gremo                                       | Jean Alavoine                                      |
| 1921      | Giovanni Brunero                                   | Gaetano Belloni                                    | Bartolomeo Aimo                                    |
| 1922      | Giovanni Brunero                                   | Bartolomeo Aimo                                    | Giuseppe Enrici                                    |
| 1923      | Costante Girardengo                                | Giovanni Brunero                                   | Bartolomeo Aimo                                    |
| 1924      | Giuseppe Enrici                                    | Federico Gay                                       | Angiolo Gabrielli                                  |
| 1925      | Alfredo Binda                                      | Costante Girardengo                                | Giovanni Brunero                                   |
| 1926      | Giovanni Brunero                                   | Alfredo Binda                                      | Arturo Bresciani                                   |
| 1927      | Alfredo Binda                                      | Giovanni Brunero                                   | Antonio Negrini                                    |
| 1928      | Alfredo Binda                                      | Giuseppe Pancera                                   | Bartolomeo Aimo                                    |
| 1929      | Alfredo Binda                                      | Domenico Piemontesi                                | Leonida Frascarelli                                |
| 1930      | Luigi Marchisio                                    | Luigi Giacobbe                                     | Allegro Grandi                                     |
| 1931      | Francesco Camusso                                  | Luigi Giacobbe                                     | Luigi Marchisio                                    |
| 1932      | Antonio Pesenti                                    | Jef Demuysere                                      | Remo Bertoni                                       |
| 1933      | Alfredo Binda                                      | Jef Demuysere                                      | Domenico Piemontesi                                |
| 1934      | Learco Guerra                                      | Francesco Camusso                                  | Giovanni Cazzulani                                 |
| 1935      | Vasco Bergamaschi                                  | Giuseppe Martano                                   | Giuseppe Olmo                                      |
| 1936      | Gino Bartali                                       | Giuseppe Olmo                                      | Severino Canavesi                                  |
| 1937      | Gino Bartali                                       | Giovanni Valetti                                   | Enrico Mollo                                       |
| 1938      | Giovanni Valetti                                   | Ezio Cecchi                                        | Severino Canavesi                                  |
| 1939      | Giovanni Valetti                                   | Gino Bartali                                       | Mario Vicini                                       |
| 1940      | Fausto Coppi                                       | Enrico Mollo                                       | Giordano Cottur                                    |
| 1941-1945 | Non disputé à cause de la Seconde Guerre mondiale  | Non disputé à cause de la Seconde Guerre mondiale  | Non disputé à cause de la Seconde Guerre mondiale  |
| 1946      | Gino Bartali                                       | Fausto Coppi                                       | Vito Ortelli                                       |
| 1947      | Fausto Coppi                                       | Gino Bartali                                       | Giulio Bresci                                      |
| 1948      | Fiorenzo Magni                                     | Ezio Cecchi                                        | Giordano Cottur                                    |
| 1949      | Fausto Coppi                                       | Gino Bartali                                       | Giordano Cottur                                    |
| 1950      | Hugo Koblet                                        | Gino Bartali                                       | Alfredo Martini                                    |
| 1951      | Fiorenzo Magni                                     | Rik Van Steenbergen                                | Ferdi Kübler                                       |
| 1952      | Fausto Coppi                                       | Fiorenzo Magni                                     | Ferdi Kübler                                       |
| 1953      | Fausto Coppi                                       | Hugo Koblet                                        | Pasquale Fornara                                   |
| 1954      | Carlo Clerici                                      | Hugo Koblet                                        | Nino Assirelli                                     |
| 1955      | Fiorenzo Magni                                     | Fausto Coppi                                       | Gastone Nencini                                    |
| 1956      | Charly Gaul                                        | Fiorenzo Magni                                     | Agostino Coletto                                   |
| 1957      | Gastone Nencini                                    | Louison Bobet                                      | Ercole Baldini                                     |
| 1958      | Ercole Baldini                                     | Jean Brankart                                      | Charly Gaul                                        |
| 1959      | Charly Gaul                                        | Jacques Anquetil                                   | Diego Ronchini                                     |
| 1960      | Jacques Anquetil                                   | Gastone Nencini                                    | Charly Gaul                                        |
| 1961      | Arnaldo Pambianco                                  | Jacques Anquetil                                   | Antonio Suárez                                     |
| 1962      | Franco Balmamion                                   | Imerio Massignan                                   | Nino Defilippis                                    |
| 1963      | Franco Balmamion                                   | Vittorio Adorni                                    | Giorgio Zancanaro                                  |
| 1964      | Jacques Anquetil                                   | Italo Zilioli                                      | Guido De Rosso                                     |
| 1965      | Vittorio Adorni                                    | Italo Zilioli                                      | Felice Gimondi                                     |
| 1966      | Gianni Motta                                       | Italo Zilioli                                      | Jacques Anquetil                                   |
| 1967      | Felice Gimondi                                     | Franco Balmamion                                   | Jacques Anquetil                                   |
| 1968      | Eddy Merckx                                        | Vittorio Adorni                                    | Felice Gimondi                                     |
| 1969      | Felice Gimondi                                     | Claudio Michelotto                                 | Italo Zilioli                                      |
| 1970      | Eddy Merckx                                        | Felice Gimondi                                     | Martin Van Den Bossche                             |
| 1971      | Gösta Pettersson                                   | Herman Van Springel                                | Ugo Colombo                                        |
| 1972      | Eddy Merckx                                        | José Manuel Fuente                                 | Francisco Galdós                                   |
| 1973      | Eddy Merckx                                        | Felice Gimondi                                     | Giovanni Battaglin                                 |
| 1974      | Eddy Merckx                                        | Gianbattista Baronchelli                           | Felice Gimondi                                     |
| 1975      | Fausto Bertoglio                                   | Francisco Galdós                                   | Felice Gimondi                                     |
| 1976      | Felice Gimondi                                     | Johan De Muynck                                    | Fausto Bertoglio                                   |
| 1977      | Michel Pollentier                                  | Francesco Moser                                    | Gianbattista Baronchelli                           |
| 1978      | Johan De Muynck                                    | Gianbattista Baronchelli                           | Francesco Moser                                    |
| 1979      | Giuseppe Saronni                                   | Francesco Moser                                    | Bernt Johansson                                    |
| 1980      | Bernard Hinault                                    | Wladimiro Panizza                                  | Giovanni Battaglin                                 |
| 1981      | Giovanni Battaglin                                 | Tommy Prim                                         | Giuseppe Saronni                                   |
| 1982      | Bernard Hinault                                    | Tommy Prim                                         | Silvano Contini                                    |
| 1983      | Giuseppe Saronni                                   | Roberto Visentini                                  | Alberto Fernández                                  |
| 1984      | Francesco Moser                                    | Laurent Fignon                                     | Moreno Argentin                                    |
| 1985      | Bernard Hinault                                    | Francesco Moser                                    | Greg LeMond                                        |
| 1986      | Roberto Visentini                                  | Giuseppe Saronni                                   | Francesco Moser                                    |
| 1987      | Stephen Roche                                      | Robert Millar                                      | Erik Breukink                                      |
| 1988      | Andrew Hampsten                                    | Erik Breukink                                      | Urs Zimmermann                                     |
| 1989      | Laurent Fignon                                     | Flavio Giupponi                                    | Andrew Hampsten                                    |
| 1990      | Gianni Bugno                                       | Charly Mottet                                      | Marco Giovannetti                                  |
| 1991      | Franco Chioccioli                                  | Claudio Chiappucci                                 | Massimiliano Lelli                                 |
| 1992      | Miguel Indurain                                    | Claudio Chiappucci                                 | Franco Chioccioli                                  |
| 1993      | Miguel Indurain                                    | Piotr Ugrumov                                      | Claudio Chiappucci                                 |
| 1994      | Evgueni Berzin                                     | Marco Pantani                                      | Miguel Indurain                                    |
| 1995      | Tony Rominger                                      | Evgueni Berzin                                     | Piotr Ugrumov                                      |
| 1996      | Pavel Tonkov                                       | Enrico Zaina                                       | Abraham Olano                                      |
| 1997      | Ivan Gotti                                         | Pavel Tonkov                                       | Giuseppe Guerini                                   |
| 1998      | Marco Pantani                                      | Pavel Tonkov                                       | Giuseppe Guerini                                   |
| 1999      | Ivan Gotti                                         | Paolo Savoldelli                                   | Gilberto Simoni                                    |
| 2000      | Stefano Garzelli                                   | Francesco Casagrande                               | Gilberto Simoni                                    |
| 2001      | Gilberto Simoni                                    | Abraham Olano                                      | Unai Osa                                           |
| 2002      | Paolo Savoldelli                                   | Tyler Hamilton                                     | Pietro Caucchioli                                  |
| 2003      | Gilberto Simoni                                    | Stefano Garzelli                                   | Yaroslav Popovych                                  |
| 2004      | Damiano Cunego                                     | Serhiy Honchar                                     | Gilberto Simoni                                    |
| 2005      | Paolo Savoldelli                                   | Gilberto Simoni                                    | José Rujano                                        |
| 2006      | Ivan Basso                                         | José Enrique Gutiérrez                             | Gilberto Simoni                                    |
| 2007      | Danilo Di Luca                                     | Andy Schleck                                       | Eddy Mazzoleni                                     |
| 2008      | Alberto Contador                                   | Riccardo Riccò                                     | Marzio Bruseghin                                   |
| 2009      | Denis Menchov                                      | Carlos Sastre                                      | Ivan Basso                                         |
| 2010      | Ivan Basso                                         | David Arroyo                                       | Vincenzo Nibali                                    |
| 2011      | Michele Scarponi                                   | Vincenzo Nibali                                    | John Gadret                                        |
| 2012      | Ryder Hesjedal                                     | Joaquim Rodríguez                                  | Thomas De Gendt                                    |
| 2013      | Vincenzo Nibali                                    | Rigoberto Urán                                     | Cadel Evans                                        |
| 2014      | Nairo Quintana                                     | Rigoberto Urán                                     | Fabio Aru                                          |
| 2015      | Alberto Contador                                   | Fabio Aru                                          | Mikel Landa                                        |
| 2016      | Vincenzo Nibali                                    | Esteban Chaves                                     | Alejandro Valverde                                 |
| 2017      | Tom Dumoulin                                       | Nairo Quintana                                     | Vincenzo Nibali                                    |
| 2018      | Christopher Froome                                 | Tom Dumoulin                                       | Miguel Ángel López                                 |
| 2019      | Richard Carapaz                                    | Vincenzo Nibali                                    | Primož Roglič                                      |
| 2020      | Tao Geoghegan Hart                                 | Jai Hindley                                        | Wilco Kelderman                                    |
| 2021      | Egan Bernal                                        | Damiano Caruso                                     | Simon Yates                                        |
| 2022      | Jai Hindley                                        | Simon Yates                                        | Mikel Landa                                        |
| 2023      | Primož Roglič                                      | Geraint Thomas                                     | João Almeida                                       |
| 2024      | Tadej Pogačar                                      | Daniel Martínez                                    | Geraint Thomas                                     |
| 2025      | Simon Yates                                        | Isaac Del Toro                                     | Richard Carapaz                                    |

## Arrivées et départ du Giro

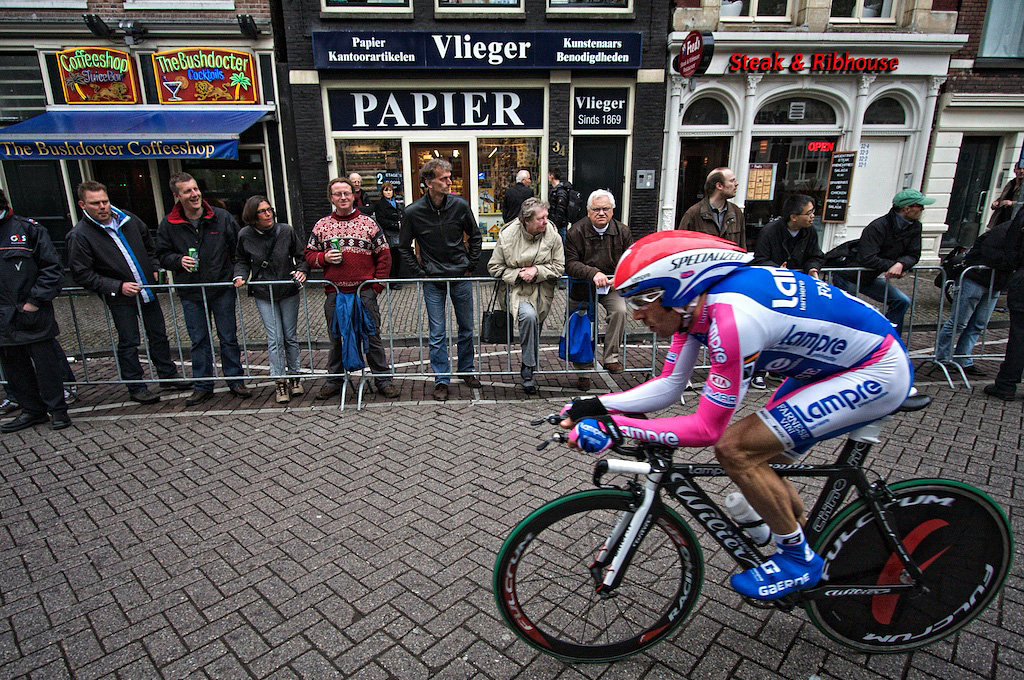
Gilberto Simoni lors de la première étape du 2010 à Amsterdam.

Le départ du Tour d'Italie est une occasion importante et les villes dépensent de fortes sommes d'argent pour accueillir le début ou la fin d'une étape. Pour le grand départ du Giro, les villes sont disposées à payer beaucoup plus cher. La dépense initiale de la ville et des autres investisseurs est rapidement rentabilisée : Angelo Zomegnan, ancien directeur de la course, a déclaré que les villes gagnent souvent dix fois plus d'argent qu'elles en investissent.
Pendant près d’un demi-siècle, le Giro a commencé et s’est achevé à Milan, la ville où se trouvait le siège de La Gazzetta dello Sport,. La première fois que la course n'a pas commencé ou fini à Milan, date de 1911, où le départ et l'arrivée ont été déplacés à Rome pour célébrer le 50e anniversaire de l'unification de l'Italie. À quelques exceptions près, l'arrivée et la fin à Milan ont été la norme pour la course. Cependant, depuis 1960, le lieu de départ change chaque année. Certaines années (1965, 1966, 1968, 1970, 1973, 1975, 1981-1989), l'arrivée est également modifiée, mais en 1990, la traditionnelle dernière étape à Milan est restaurée.
En 2009, pour célébrer le centenaire de l'événement, l'arrivée a lieu à Rome,. La capitale italienne avait déjà été le lieu de la dernière étape des éditions 1911 et 1950,. L'édition de 2010 se termine à Vérone, comme ce fut le cas dans les éditions de 1981 et 1984. En 2014, le Giro prend fin à Trieste pour marquer le soixantième anniversaire de son retour sous contrôle italien après la Seconde Guerre mondiale.
Le Giro se déroule principalement en Italie, mais certaines étapes ont des lieux de départ ou d'arrivée dans d'autres pays, notamment dans les pays limitrophes tels que Saint-Marin, la France, Monaco, la Suisse, l'Autriche, la Croatie et la Slovénie,. Certaines étapes ont eu lieu aux Pays-Bas, en Belgique, en Allemagne (2002 et 2006), en Grèce (1996), au Danemark (2012),, au Royaume-Uni (2014), en Irlande (2014) et en Israël (2018).
En 1973, le Tour d'Italie a traversé en une seule édition cinq pays (Belgique, Allemagne de l'Ouest, Luxembourg, France et Suisse) avant de revenir en Italie.
- Grands départs à l'étranger

Lors des 47 premières éditions de la course, la course a toujours démarré sur le sol italien. En 1965, la course a fait son premier départ à l'étranger à Saint-Marin et compte au total quatorze départs à l'étranger,. Depuis l'édition 2010, la course part hors d'Italie tous les deux ans. Cependant en 2020, en raison de la pandémie de Covid-19, Budapest a décidé d’annuler le départ afin d'éviter la propagation du virus. Ce 14e grand départ à l'étranger est donc reporté à 2022.
| Années | Pays            | Villes      | Sources |
| ------ | --------------- | ----------- | ------- |
| 1965   | Saint-Marin     | Saint-Marin | ,       |
| 1966   | Monaco          | Monte Carlo | ,       |
| 1973   | Belgique        | Verviers    | ,       |
| 1974   | Vatican         | Rome        | ,       |
| 1996   | Grèce           | Athènes     | ,       |
| 1998   | France          | Nice        | ,       |
| 2002   | Pays-Bas        | Groningue   | [ 42 ]  |
| 2006   | Belgique        | Seraing     | [ 42 ]  |
| 2010   | Pays-Bas        | Amsterdam   | [ 42 ]  |
| 2012   | Danemark        | Herning     | [ 42 ]  |
| 2014   | Irlande du Nord | Belfast     | ,       |
| 2016   | Pays-Bas        | Apeldoorn   | ,       |
| 2018   | Israël          | Jerusalem   |         |
| 2022   | Hongrie         | Budapest    |         |
| 2025   | Albanie         | Durrës      | [ 46 ]  |

## Controverses sur le parcours
Le départ de l'épreuve financé par Sylvan Adams en 2018 à Jérusalem, en Israël, a suscité la controverse alors que des activistes (décrits à la fois comme des « activistes des droits de l'homme » et des « activistes anti-israéliens ») ont appelé à déplacer la course,. En fin de compte, la course s'est déroulée comme prévu et toutes les équipes sélectionnées pour le Giro y ont participé, y compris les deux équipes à propriété arabe Bahrain-Merida et UAE Team Emirates.
En 2019, le parcours ne passe pas par le Sud de l'Italie, région économiquement la plus pauvre. Ce choix est très discuté par de nombreux politiciens. C'est la première fois depuis 1970 que le Sud est évité par le Giro (après les Tours d'Italie 1912, 1920, 1939 et 1958). De 53 étapes « sudistes » lors de la décennie 1980, on est passé à 35 dans les années 2010, plus petit total depuis les années 1950. Trois éditions ont comptabilisé une seule étape dans le Sud : 1968, 2006 et 2015.
Le Tour d'Italie est passé plusieurs fois par la Sardaigne, même s'il existe aussi un Tour de Sardaigne. Ce fut son point de départ en 1991 pour la première fois, puis en 2017. En mai 2017, lorsque le Tour d’Italie repart pour sa centième édition, il compte des étapes en Sardaigne entre Alghero, Olbia, Cagliari et Tortolì, en particulier dans les parties de l'île au relief accidenté qui accueillent les circuits de la randonnée pédestre dans cette île. Cette année-là, l'île accueille les trois premières étapes.
Le parcours du Giro est intimement correllé aux inégalités économiques au sein du territoire italien. En effet le nord du pays qui est plus riche que le sud. Le nord est donc plus représenté si l'on analyse tous les parcours du XXIe siècle.

## Le Giro et la montagne: inséparables
Les cols italiens grimpés lors des Tours d'Italie, surtout dans les Dolomites au nord du pays, culminent à plus de 2 000 m et même 2 500 m pour les plus mythiques tels que le col de Gavia (2 618 m) ou le Stelvio (2 758 m).
Le Giro a toujours essayé de trouver des cols inédits tels que le col du Finestre (2 178 m) ou le Plan de Corones présentant des finales en terre.

### Le col du Stelvio

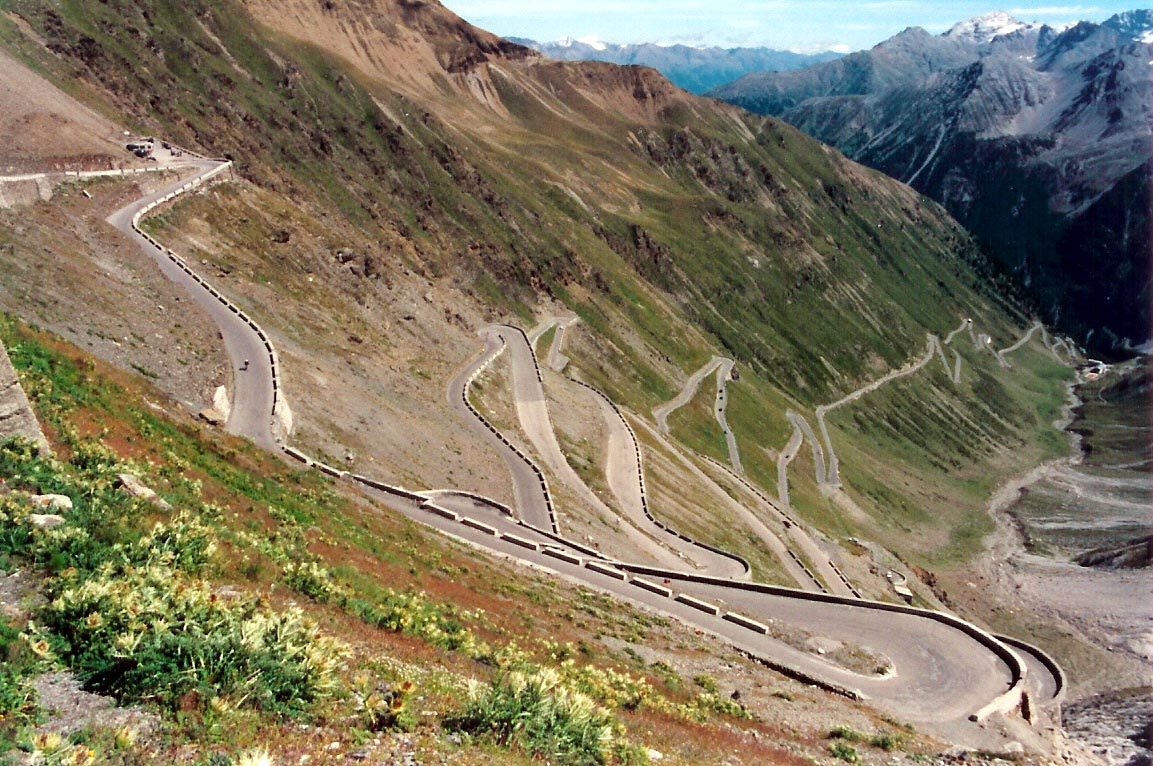
Le col du Stelvio, haut lieu classique du « Giro ».

Le Stelvio, situé dans la province autonome de Bolzano dans la région du Trentin-Haut-Adige, est le plus haut col routier italien. Il présente une longueur totale de 26 kilomètres pour un dénivelé de 1 808 mètres, et culmine à 2 758 m d’altitude. Il présente également un pourcentage moyen de 7,7 % dont 14 kilomètres à 8,4 % de moyenne. À son sommet, on peut trouver une stèle en l'honneur de Coppi à la suite de son exploit lors du Tour d'Italie 1953 lors de la première montée du col sur le Giro. À cette occasion, Gianni Brera dira du Stelvio que « c'est le plus grand col que l'on ait jamais gravi jusqu'à maintenant, les coureurs en sont convaincus […]. Y retournera-t-on ? ». Le Stelvio a été gravi à onze reprises (1953, 1956, 1961, 1965, 1972, 1975, 1980, 1994, 2005, 2012 et 2014).

### Le col du Gavia
Le col du Gavia, situé en Lombardie et qui met en communication les provinces de Sondrio et de Brescia, est le plus connu des cols italiens. Il présente une longueur totale de 17,3 km, avec un dénivelé de 1 363 m, et s'élève à 2 618 m. Il présente également un pourcentage moyen de 7,9 % dont les trois derniers kilomètres à 9,3 % de moyenne. L’un des franchissements les plus marquants se déroula lors de la treizième étape du Tour d'Italie 1988 (5 juin) au milieu d'une tempête de neige : le Néerlandais Erik Breukink remporta l'étape dont l'arrivée était jugée à Bormio et Andrew Hampsten s'empara du maillot rose qu'il conserva jusqu'à la fin de l'épreuve. Le Gavia a été gravi à huit reprises (1960, 1988, 1996, 1999, 2000, 2004, 2008, 2010 et 2014).

### Les Tre Cime di Lavaredo

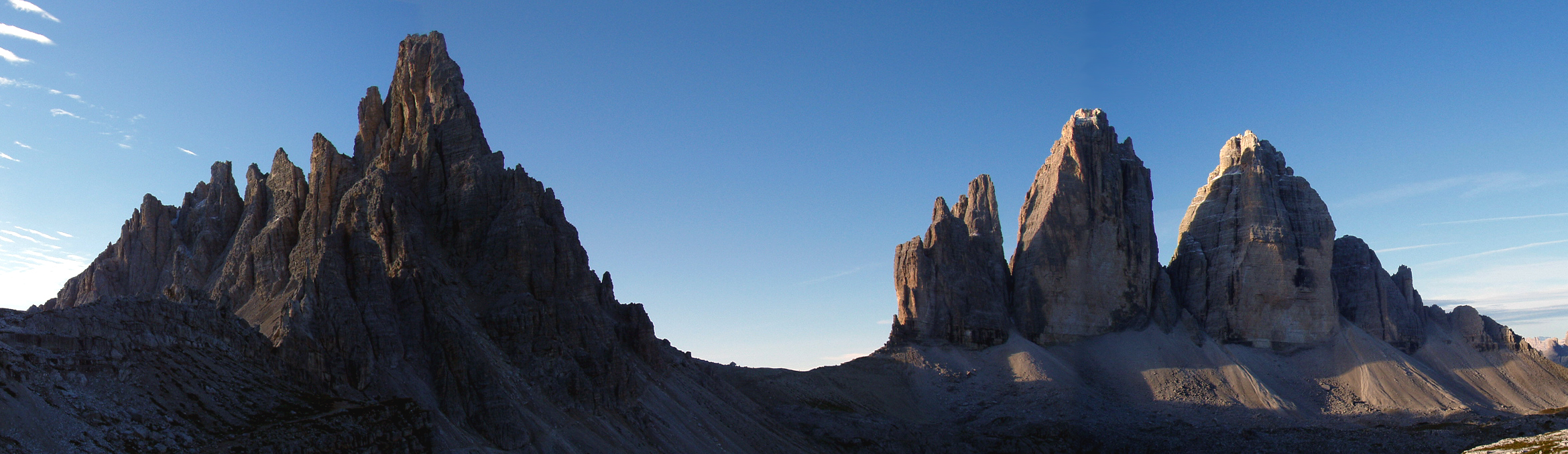
Les Tre Cime di Lavaredo sur la droite du Monte Paterno.

Les Tre Cime di Lavaredo sont situées dans le massif des Dolomites et plus précisément dans les Dolomites de Sesto dans la région du Trentin-Haut-Adige. Elles dominent le val di Landro à l'ouest, la vallée de Sesto à l'ouest, le val d'Ansiei au sud et le val Pusteria au nord. L'ascension, qui mène au refuge Auronzo, au pied de la face sud des Tre Cime, présente une longueur totale de 7,19 kilomètres avec un dénivelé de 547 mètres, et culmine à 2 330 m. Elle présente également un pourcentage moyen de 7,6 % dont les quatre derniers kilomètres à 11,7 % de moyenne. Les Tre Cime di Lavaredo a été gravi à huit reprises (1967, 1968, 1974, 1981, 1989, 2007, 2013 et 2023).

### Le col du Mortirolo
Le col du Mortirolo est l'une des découvertes récentes des organisateurs du Giro (première ascension en 1990). Sa montée, par le versant de Mazzo di Valtellina, présente une longueur totale de 12,4 kilomètres, avec un dénivelé de 1 300 mètres. Il s'élève à 1 852 m. Il présente également un pourcentage moyen de 10,5 % dont sept kilomètres à 12,1 % de moyenne. Il présente un passage à 14 %, 4 à 18 % et 8 à 15 %. Entre les troisième et sixième kilomètres, la pente moyenne est de 13 %.
Le Mortirolo a été gravi à dix reprises depuis 1990 (la dernière en 2015).

### Le col du Finestre
Le Tour d'Italie emprunte pour la première fois les routes du col du Finestre en 2005, à l'occasion de la 19e étape se disputant entre Savillan et Sestrières. L'Italien Danilo Di Luca passe en tête au col mais le coureur vénézuélien José Rujano le précède sur la ligne d'arrivée à Sestrières. Durant la 20e étape du Tour d'Italie 2011, Vasil Kiryienka s'échappe dans l'ascension pour l'emporter à Sestrières. L'ascension est de nouveau au programme du Tour d'Italie 2015, lors de la 20e étape.

### Principales ascensions
- Col du Mortirolo
- Col du Gavia
- Passo delle Erbe
- Col Furcia
- Col du Finestre
- Col Pordoi
- Col de San Pellegrino
- Col du Stelvio
- Passo del Tonale
- Monte Zoncolan
- Bormio 2000
- Alpe di Pampeago
- Sestrières
- Tre Cime di Lavaredo
- Col Agnel
- Plan de Corones

## Records
Le Tour d'Italie a été le théâtre de multiples records au cours de son histoire.
Victoires finales
- 5 victoires
  -  Alfredo Binda (1925, 1927, 1928, 1929, 1933)
  -  Fausto Coppi (1940, 1947, 1949, 1952, 1953)
  -  Eddy Merckx (1968, 1970, 1972, 1973, 1974)
- 3 victoires
  -  Giovanni Brunero (1921, 1922, 1926)
  -  Gino Bartali (1936, 1937, 1946)
  -  Fiorenzo Magni (1948, 1951, 1955)
  -  Felice Gimondi (1967, 1969, 1976)
  -  Bernard Hinault (1980, 1982, 1985)
- 2 victoires
  -  Carlo Galetti (1910, 1911)
  -  Costante Girardengo (1919, 1923)
  -  Giovanni Valetti (1938, 1939)
  -  Charly Gaul (1956, 1959)
  -  Jacques Anquetil (1960, 1964)
  -  Franco Balmamion (1962, 1963)
  -  Giuseppe Saronni (1979, 1983)
  -  Miguel Indurain (1992, 1993)
  -  Ivan Gotti (1997, 1999)
  -  Gilberto Simoni (2001, 2003)
  -  Paolo Savoldelli (2002, 2005)
  -  Ivan Basso (2006, 2010)
  -  Alberto Contador (2008, 2015)
  -  Vincenzo Nibali (2013, 2016)

Classement par points
- 4 victoires
  -  Francesco Moser (1976, 1977, 1978, 1982)
  -  Giuseppe Saronni (1979, 1980, 1981, 1983)
- 3 victoires
  -  Roger De Vlaeminck (1972, 1974, 1975)
  -  Johan van der Velde (1985, 1987, 1988)
  -  Mario Cipollini (1992, 1997, 2002)
- 2 victoires
  -  Eddy Merckx (1968, 1973)
  -  Franco Bitossi (1969, 1970)
  -  Paolo Bettini (2005, 2006)
  -  Giacomo Nizzolo (2015, 2016)
  -  Arnaud Démare (2020, 2022)
  -  Jonathan Milan (2023, 2024)

Classement de la montagne
- 7 victoires
  -  Gino Bartali (1935, 1936, 1937, 1939, 1940, 1946, 1947)
- 4 victoires
  -  José Manuel Fuente (1971, 1972, 1973, 1974)
- 3 victoires
  -  Fausto Coppi (1948, 1949, 1954)
  -  Franco Bitossi (1964, 1965, 1966)
  -  Claudio Bortolotto (1979, 1980, 1981)
  -  Claudio Chiappucci (1990, 1992, 1993)
- 2 victoires
  -  Raphaël Géminiani (1952, 1957)
  -  Charly Gaul (1956, 1959)
  -  Vito Taccone (1961, 1963)
  -  Andrés Oliva (1975, 1976)
  -  Lucien Van Impe (1982, 1983)
  -  Mariano Piccoli (1995, 1996)
  -  José Jaime González (1997, 1999)
  -  Freddy González (2001, 2003)

Records de victoires d'étapes
- 42 étapes :  Mario Cipollini (de 1989 à 2003)
- 41 étapes :  Alfredo Binda (de 1925 à 1934)
- 31 étapes :  Learco Guerra (de 1930 à 1937)
- 30 étapes :  Costante Girardengo (de 1913 à 1926)
- 25 étapes :  Eddy Merckx (de 1967 à 1974)
- 24 étapes :  Giuseppe Saronni (de 1979 à 1985)
- 23 étapes :  Francesco Moser (de 1973 à 1986)
- 22 étapes :  Fausto Coppi (de 1940 à 1955)
- 22 étapes :  Roger De Vlaeminck (de 1972 à 1979)
- 22 étapes :  Alessandro Petacchi (de 2003 à 2011)

Records de victoires d'étapes en une édition
- 12 :  Alfredo Binda (1927)
- 9 :  Alessandro Petacchi (2004)

Records de participations
- 18 :  Wladimiro Panizza (1967 et de 1969 à 1985)
- 18 :  Domenico Pozzovivo (2005, 2007, 2008 et de 2010 à 2024)

Nombre d'éditions terminées
- 16 :  Wladimiro Panizza (il a abandonné au cours des éditions 1970 et 1981)

Plus grand nombre de jours en rose
- 76 :  Eddy Merckx

Plus grand nombre de victoires d’étapes consécutives
- 8 :  Alfredo Binda sur le Tour d'Italie 1929

Plus long Giro
- 4 337 km en 1954

Plus court Giro
- 2 245 km en 1909

Plus grand nombre de participants
- 298 coureurs en 1928

Plus petit nombre de participants
- 56 coureurs en 1912

Plus petit nombre de coureurs à l'arrivée
- 8 en 1914

Échappée la plus longue
- 222 km :  Antonio Menéndez en 1976

Plus jeune vainqueur du Giro
- Fausto Coppi en 1940 à 20 ans, 8 mois et 25 jours

Plus vieux vainqueur du Giro
- Fiorenzo Magni en 1955 à 34 ans et 185 jours

Plus vieux vainqueur d'étape
- Mark Cavendish en 2023 à 38 ans et 7 jours

Étape la plus courte (hors contre-la-montre)
- 74,8 km en 2023[61]

Plus grand nombre de podiums
- Felice Gimondi : 9 podiums avec 3 victoires, 2 secondes places et 4 troisièmes places

## Victoires par pays
Mis à jour en 2025
| Pos. | Pays        | Victoires (Vainqueurs différents) |
| ---- | ----------- | --------------------------------- |
| 1    | Italie      | 69 (44)                           |
| 2    | Belgique    | 7 (3)                             |
| 3    | France      | 6 (3)                             |
| 4    | Espagne     | 4 (2)                             |
| 5    | Suisse      | 3 (3)                             |
| 6    | Russie      | 3 (3)                             |
| 7    | Royaume-Uni | 3 (3)                             |
| 8    | Colombie    | 2 (2)                             |
| 9    | Luxembourg  | 2 (1)                             |
| 10   | Slovénie    | 2 (2)                             |
| 11   | Suède       | 1 (1)                             |
| 12   | Irlande     | 1 (1)                             |
| 13   | États-Unis  | 1 (1)                             |
| 14   | Canada      | 1 (1)                             |
| 15   | Pays-Bas    | 1 (1)                             |
| 16   | Équateur    | 1 (1)                             |
| 17   | Australie   | 1 (1)                             |

## Hall of Fame
L'épreuve italienne crée en 2012 un Hall of Fame et y inscrit chaque année une nouvelle personnalité.
- 2012 :  Eddy Merckx
- 2013 :  Felice Gimondi
- 2014 :  Stephen Roche
- 2015 :  Francesco Moser
- 2016 :  Ercole Baldini
- 2017 :  Bernard Hinault
- 2018 :  Miguel Indurain
- 2019 :  Vittorio Adorni
- 2022 :  Gianni Motta
- 2023 :  Franco Balmamion et  Giuseppe Saronni
- 2024 :  Gianni Bugno